# Ferdinand Porsche
Pour les articles homonymes, voir Ferdinand Porsche (homonymie).
 (février 2025).
Ferdinand Porsche, né le 3 septembre 1875 à Vratislavice nad Nisou (alors Maffersdorf, royaume de Bohême, et aujourd'hui intégrée à Liberec) et mort le 30 janvier 1951 à Stuttgart, est un ingénieur, inventeur, industriel, motoriste, et designer autrichien, naturalisé allemand, pionnier de l’industrie automobile et aéronautique, fondateur de Lohner-Porsche vers 1900 de Porsche en 1931 puis de  Volkswagen en 1933,.
Il est concepteur de nombreux moteurs (comme le moteur à plat) et modèles d'automobiles (ex : Mercedes-Benz T80, Flèches d'Argent) pour les marques Daimler-Mercedes-Benz, Auto Union (futur Audi), et Porsche. Il est l'inspirateur des mythiques Volkswagen Coccinelle, Porsche 356, et Porsche 911 avec ses fils et petits fils Ferdinand Anton Ernst Porsche, Ferdinand Alexander Porsche, Wolfgang Porsche, et Ferdinand Piëch. Ferdinand Porsche est également l'un des principaux responsables du complexe militaro-industriel allemand sous le Troisième Reich.

## Biographie

### Jeunesse
Ferdinand Porsche naît le 3 septembre 1875 à Maffersdorf en Bohême (qui dépend alors de l’empire austro-hongrois des Habsbourgs, de l'empereur François-Joseph Ier d'Autriche, actuel Vratislavice nad Nisou (en) en Tchéquie). Troisième de cinq enfants, intellectuellement surdoué, il se passionne très tôt pour les inventions qui révolutionnent la société de son époque (révolution industrielle, applications de l'électricité de l'inventeur industriel américain Thomas Edison et son industrie General Electric, recherches intensives des premiers prototypes d'automobiles et d'avions de l'histoire de l'automobile, et de l'aviation, à moteurs à vapeur, moteurs à gaz, et moteurs électriques...). La maison de ses parents est la première de Maffersdorf à avoir l'électricité grâce à une génératrice électrique qu'il fabrique à l'âge de 15 ans. Il commence ses études à l'École technique impériale de Reichenberg (actuel Liberec). Son père, Anton Porsche, patron d'un atelier de plomberie ferblantier, le destine et le forme initialement à reprendre l'affaire familiale, mais fasciné par le génie de son fils, il le laisse aller tenter sa chance à Vienne en Autriche. 

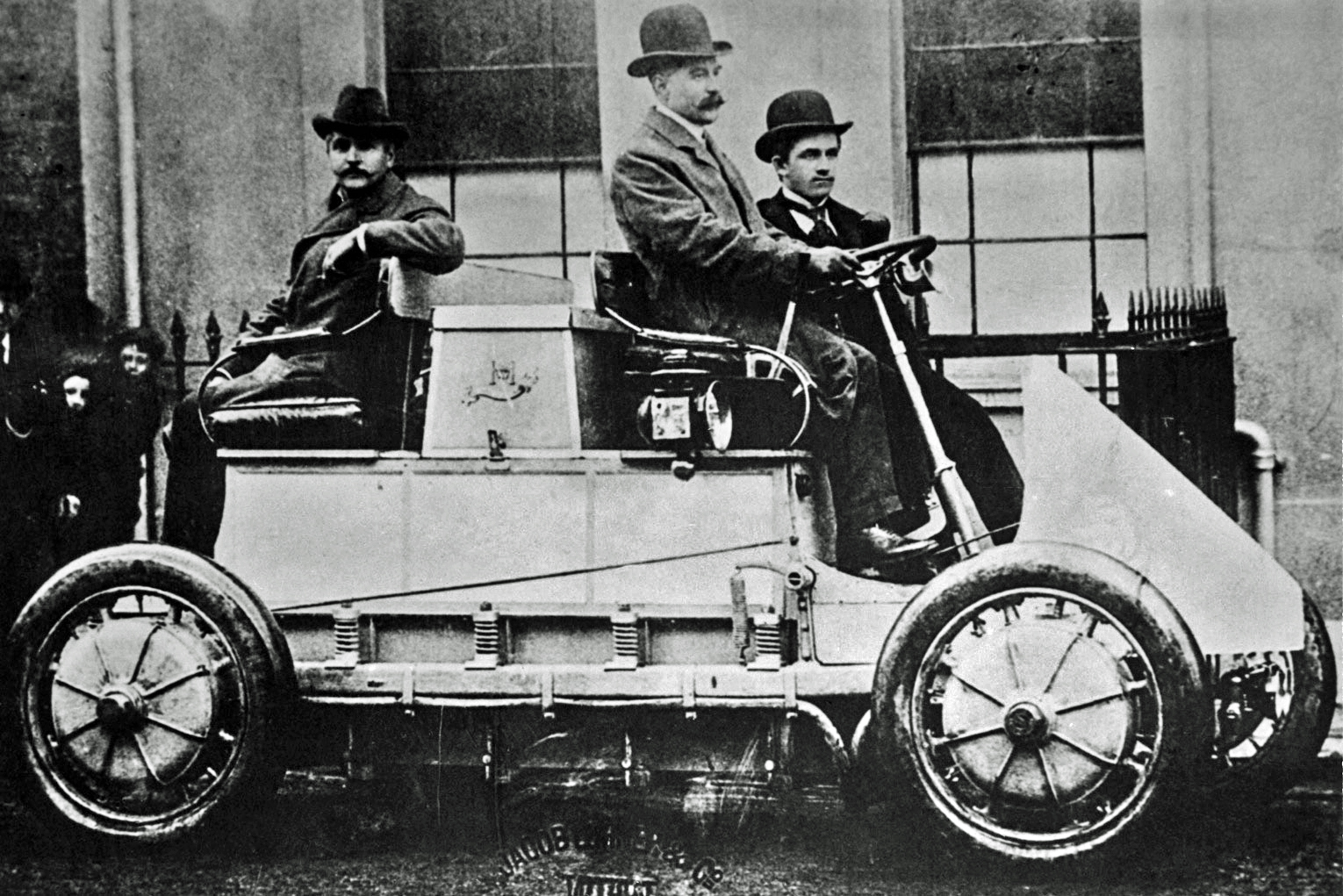
Au volant de sa voiture de course Lohner-Porsche-Rennwagen, en 1902
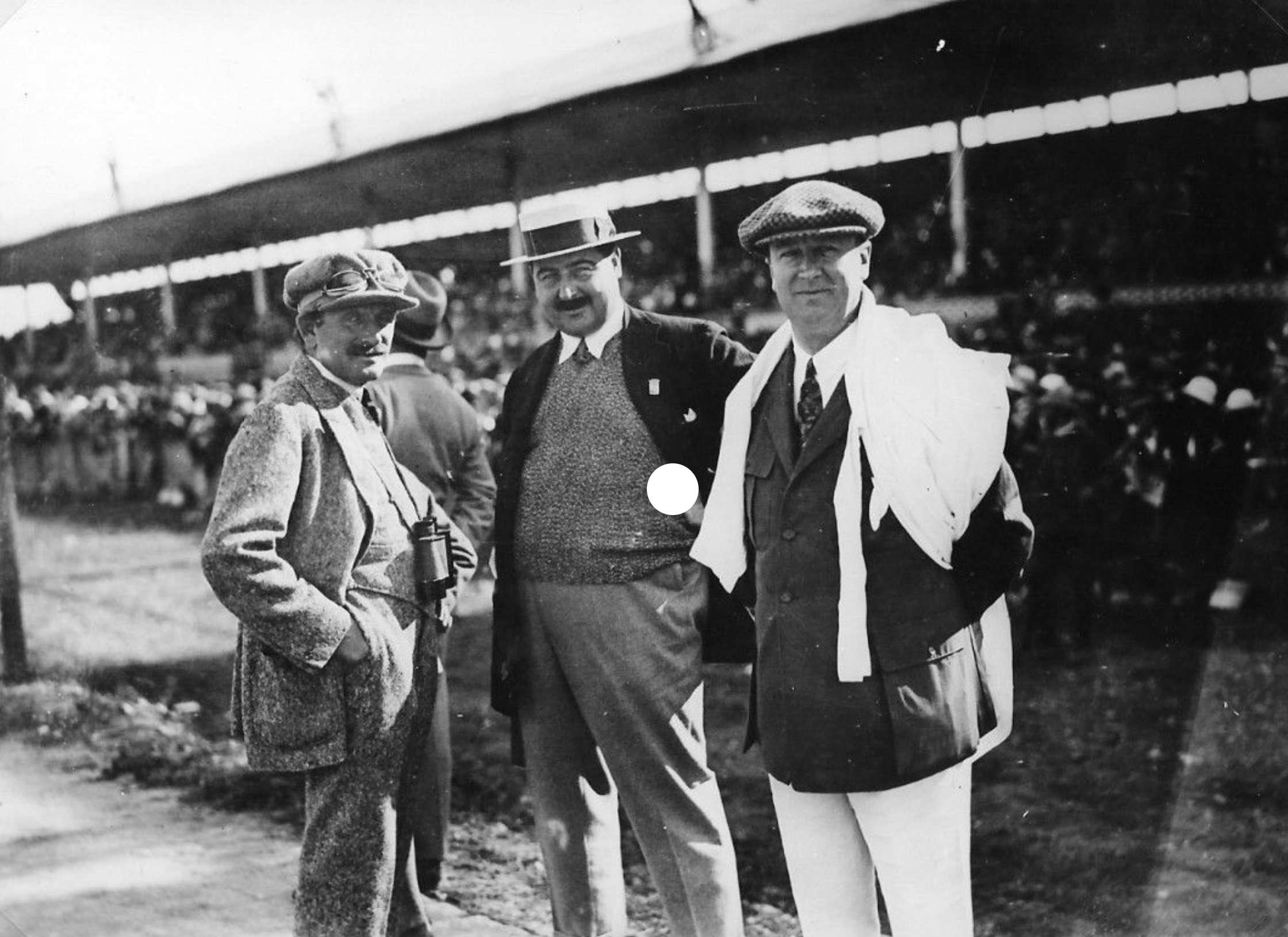
Avec Alfred Neubauer et Alexander Kolowrat, dans les années 1930
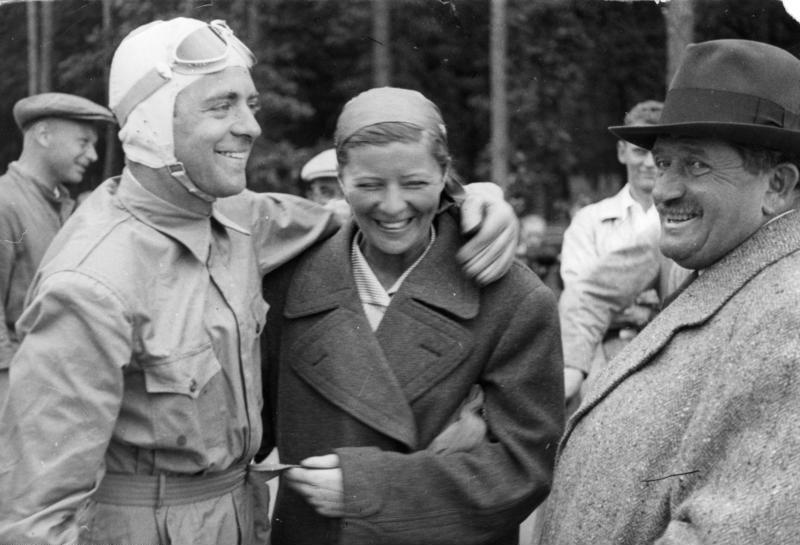
Avec les pilotes de Flèches d'Argent Bernd Rosemeyer et Elly Beinhorn en 1937
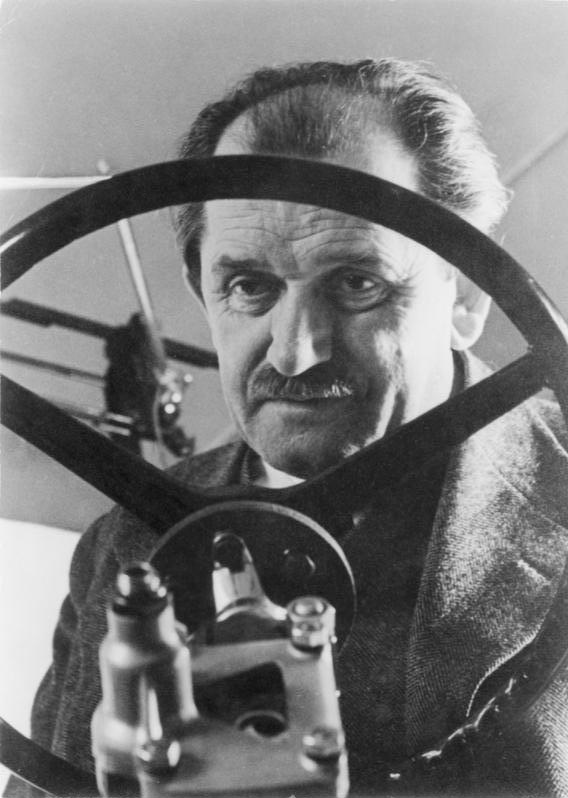
Vers 1940
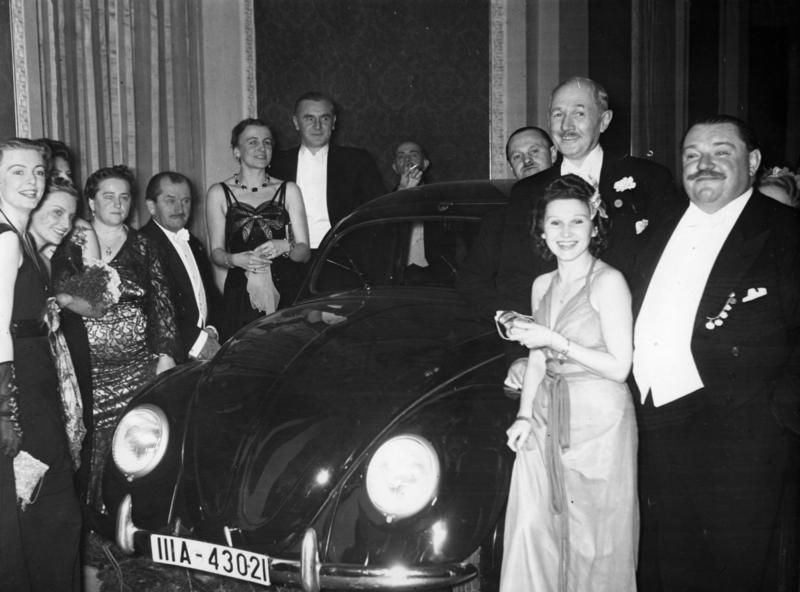
Avec sa Volkswagen Coccinelle, et l'acteur Heinrich George en 1939
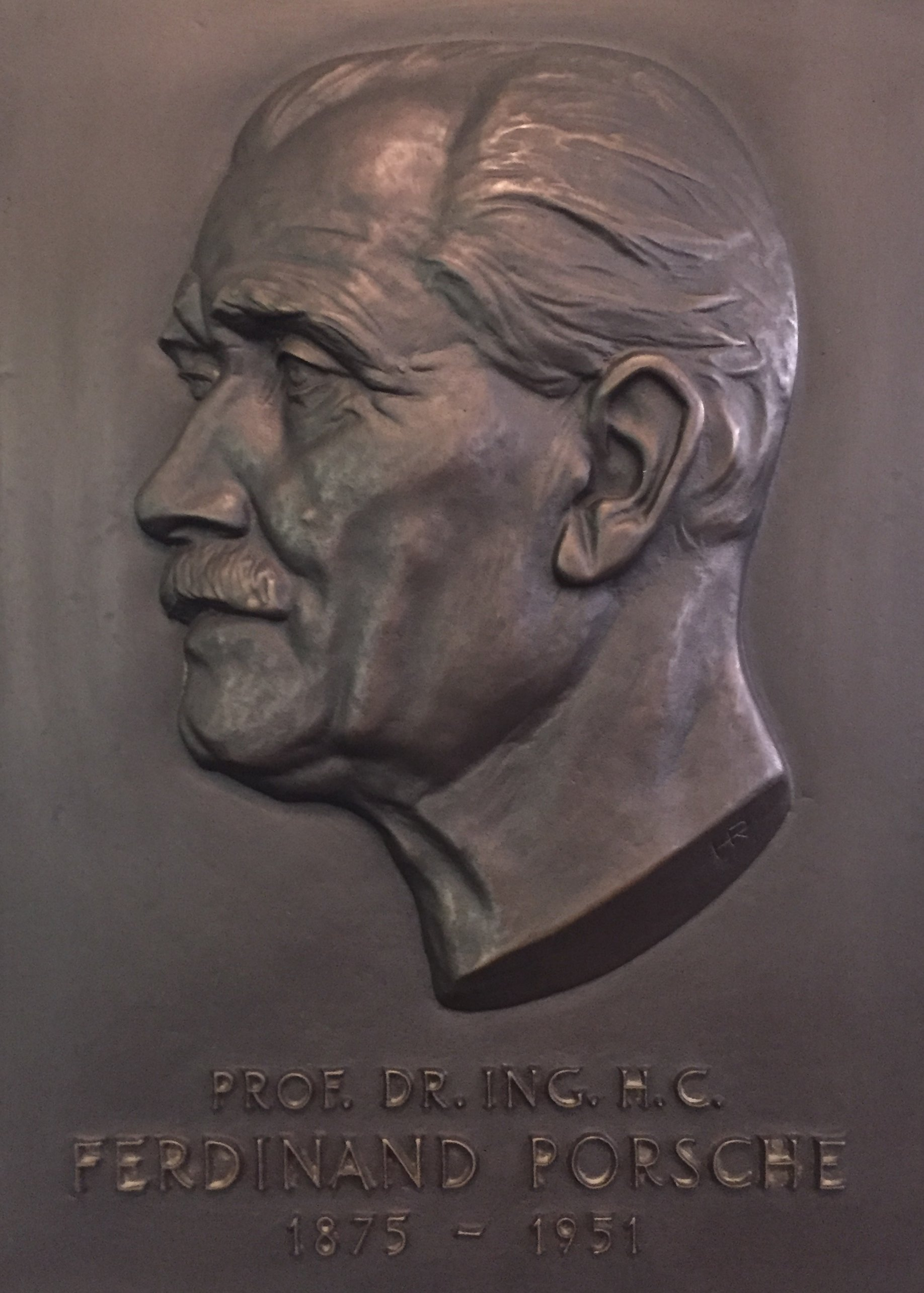
Plaque commémorative

### Egger-Lohner-Porsche

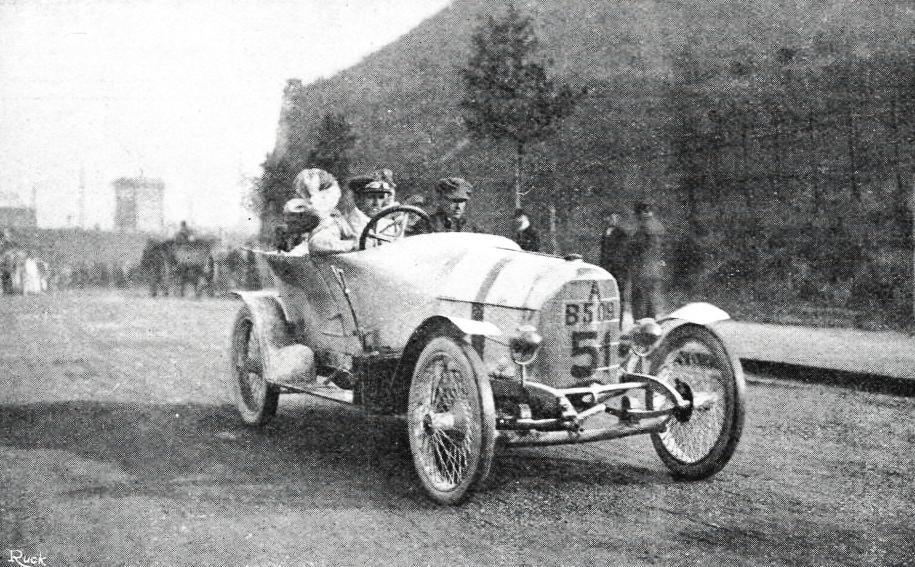
Ferdinand Porsche, vainqueur de la Prinz-Heinrich-Fahrt en juin 1910.

En 1893 il commence sa carrière à l'âge de 18 ans dans la compagnie d’électricité autrichienne Bela Egger & Co à Vienne (future Brown, Boveri & Cie) en tant que chef mécanicien, où il développe son invention de « moteur-roue électrique, intégré dans le moyeu ». N'ayant pas les moyens de s'inscrire à l'université de Vienne, il se forme à la mécanique en autodidacte, après son travail, par des cours clandestins de l'université technique de Vienne.
Âgé de 22 ans il est recruté en 1897 comme inventeur bureau d'études voiture électrique de l'industrie autrichienne Jacob-Lohner & Comp (fournisseur de la Cour impériale et royale de véhicules hippomobiles de l'Empire austro-hongrois des Habsbourgs). Il dévoile en 1898 son premier prototype de voiture électrique Egger-Lohner C2 Phaeton P1 de 3 ch pour 35 km/h, propulsé par deux de ses moteur-roue, pour lesquels il dépose un brevet en 1899. Il présente avec un vif succès médiatique mondial, son prototype de voiture électrique « Lohner Porsche Semper Vivus électrique » à l'Exposition universelle de 1900 de Paris (baptisée La Toujours Contente en référence au célèbre prototype concurrent de l'époque, La Jamais contente de Camille Jenatzy, voiture la plus rapide du monde d'alors à plus de 100 km/h de vitesse de pointe).
Il participe et remporte des courses automobiles, dont la Course de côte du Semmering de 1900, le Kaiserpreis, la course du Prince Heinrich, et la Targa Florio en Sicile...

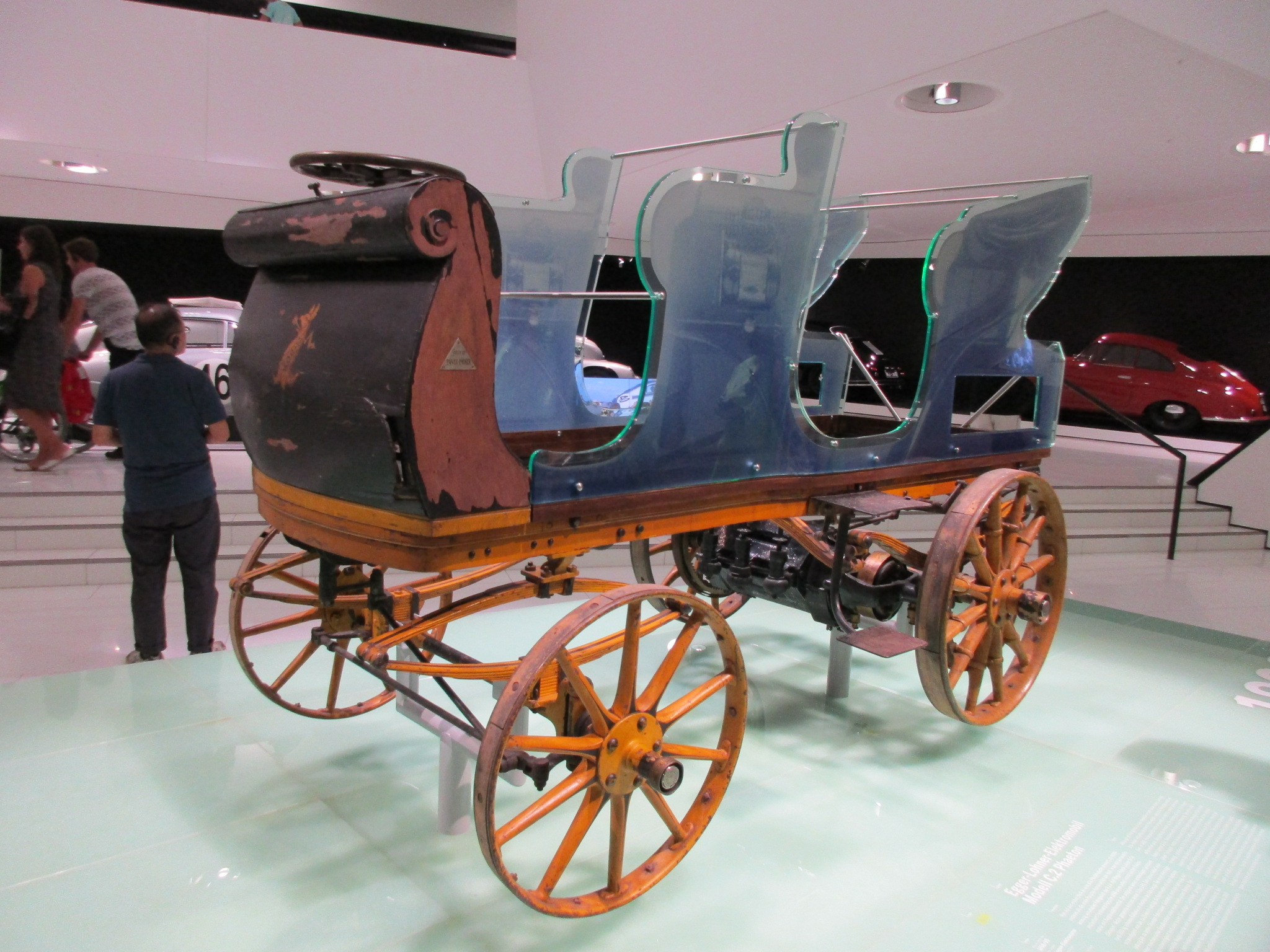
Egger-Lohner C2 Phaeton P1 électrique de 1898, Porsche Museum de Stuttgart
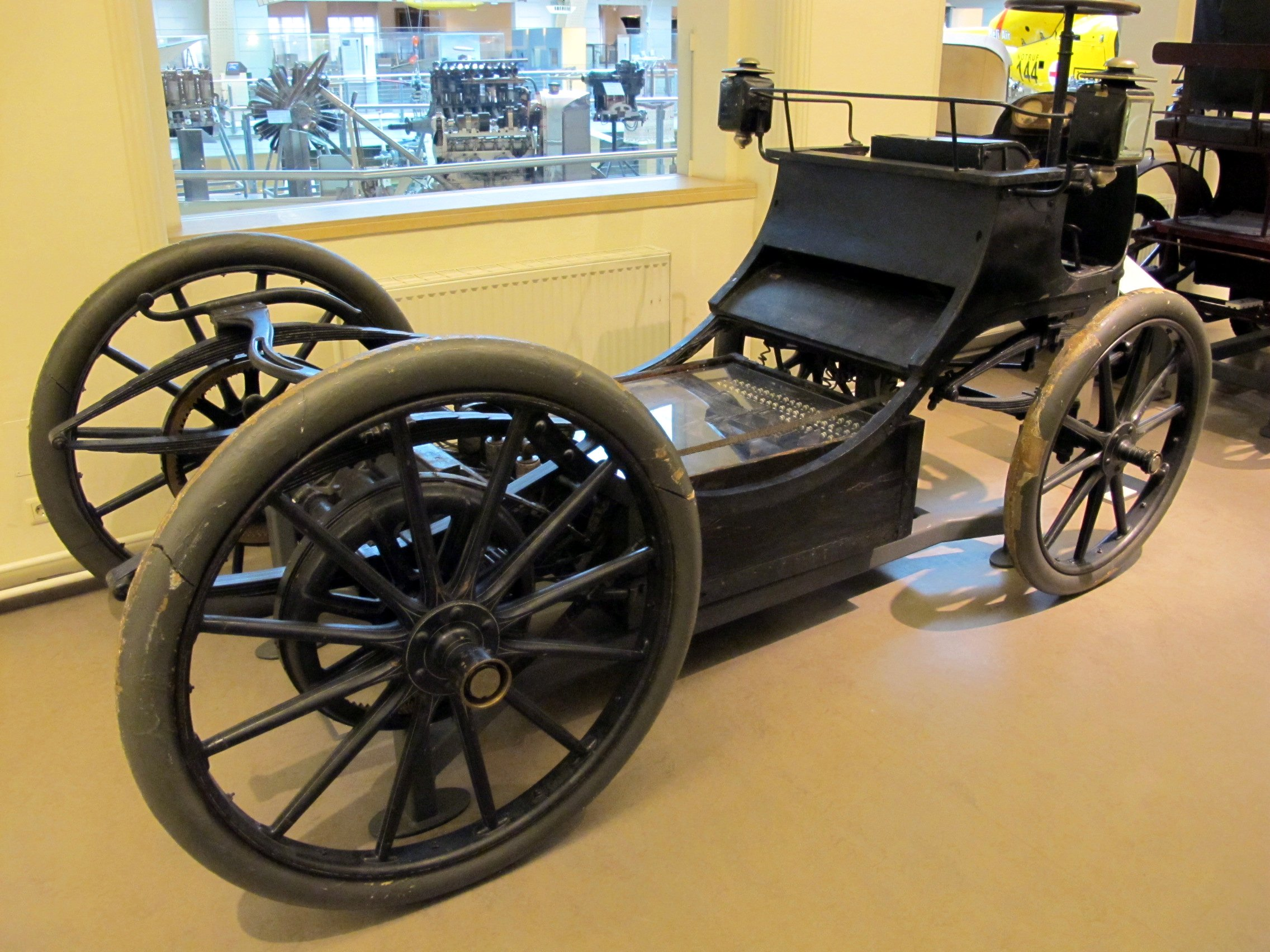
Châssis batterie de voiture électrique Egger-Lohner, premier prix du salon automobile de Berlin 1899
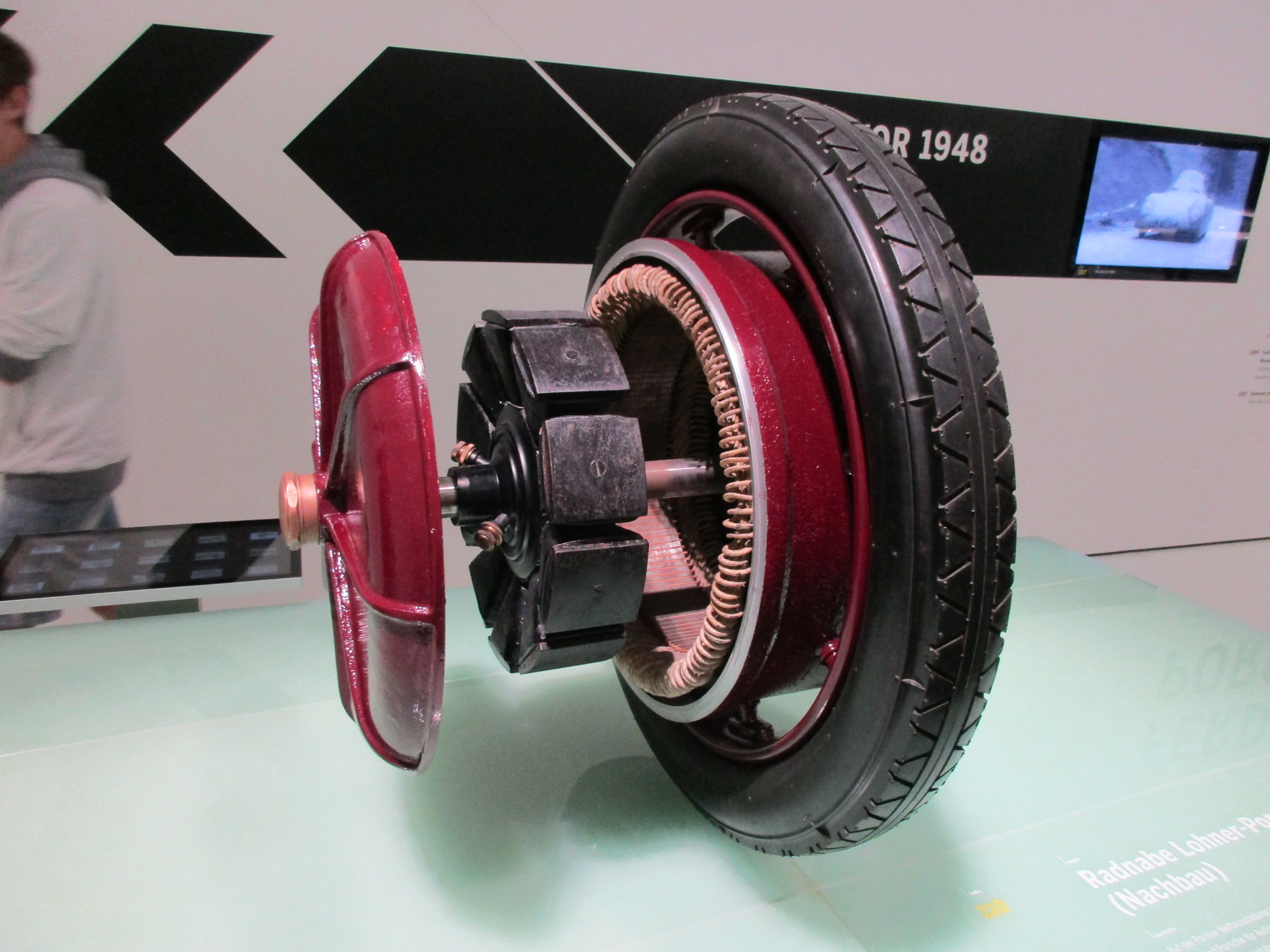
Moteur-roue électrique Lohner Porsche de Ferdinand Porsche, 1900, Porsche Museum
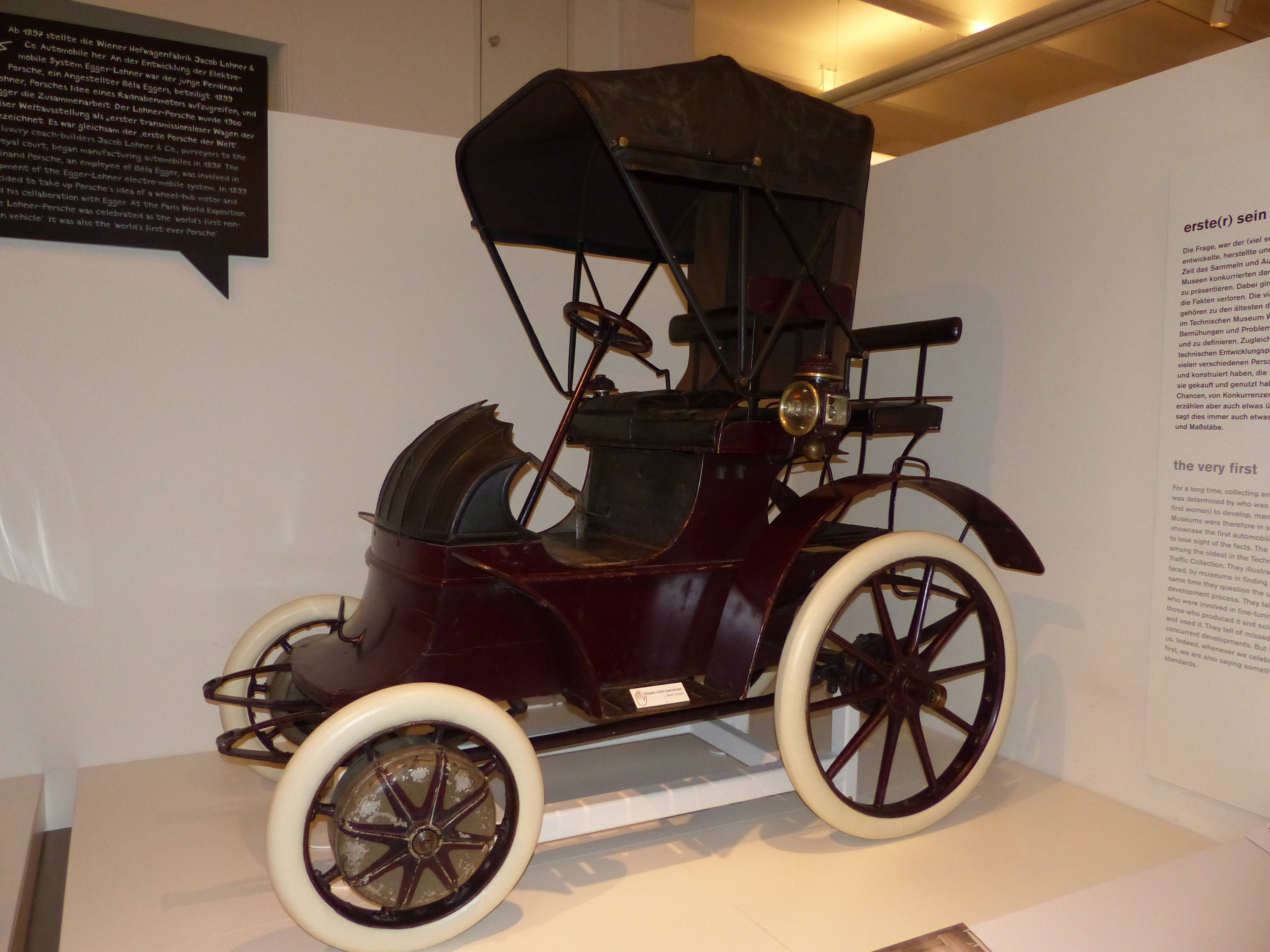
Voiture électrique Lohner Porsche Semper Vivus, de 1899 et de l'Exposition universelle de 1900 de Paris
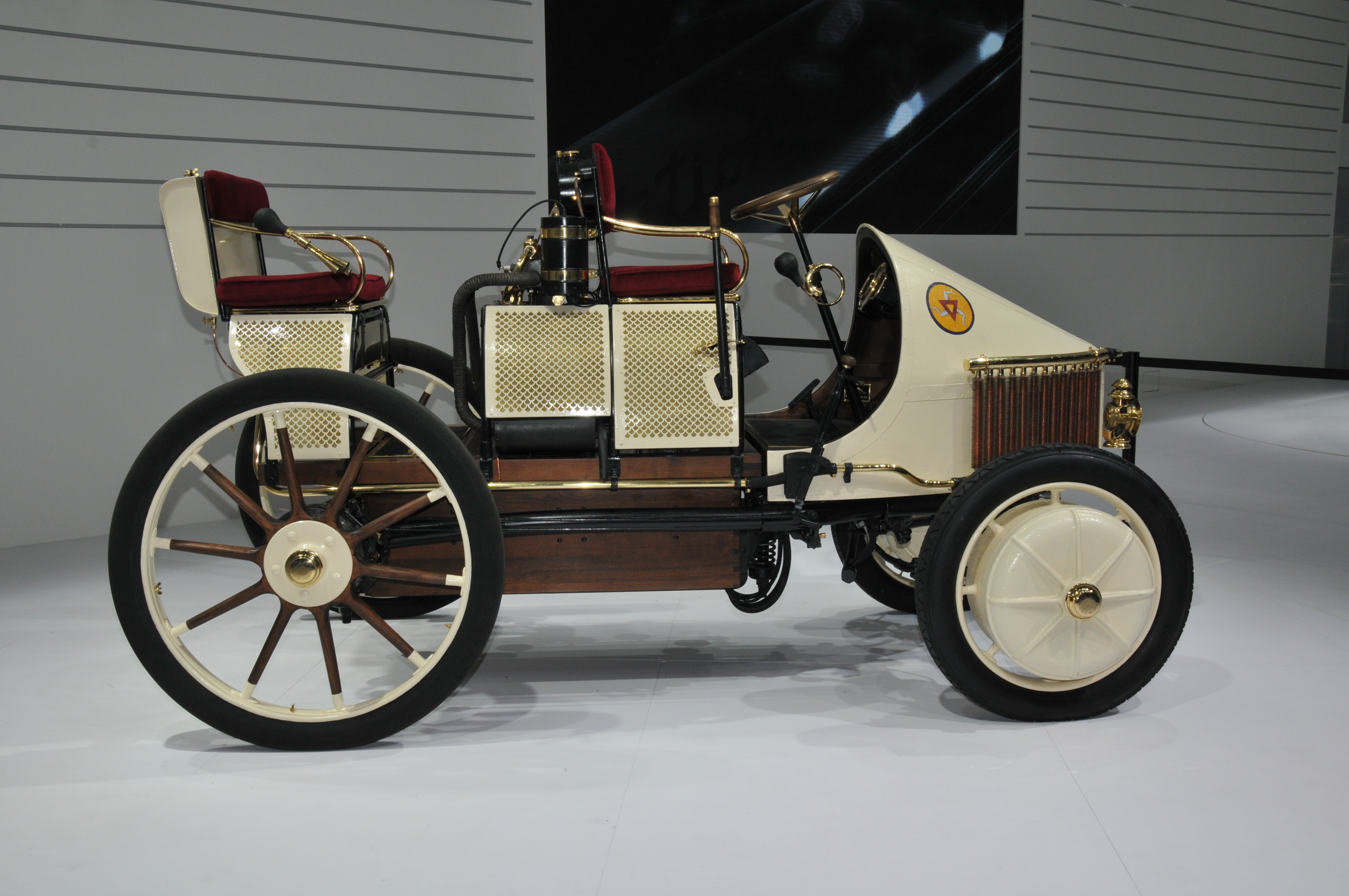
Lohner Porsche Semper Vivus, 1900
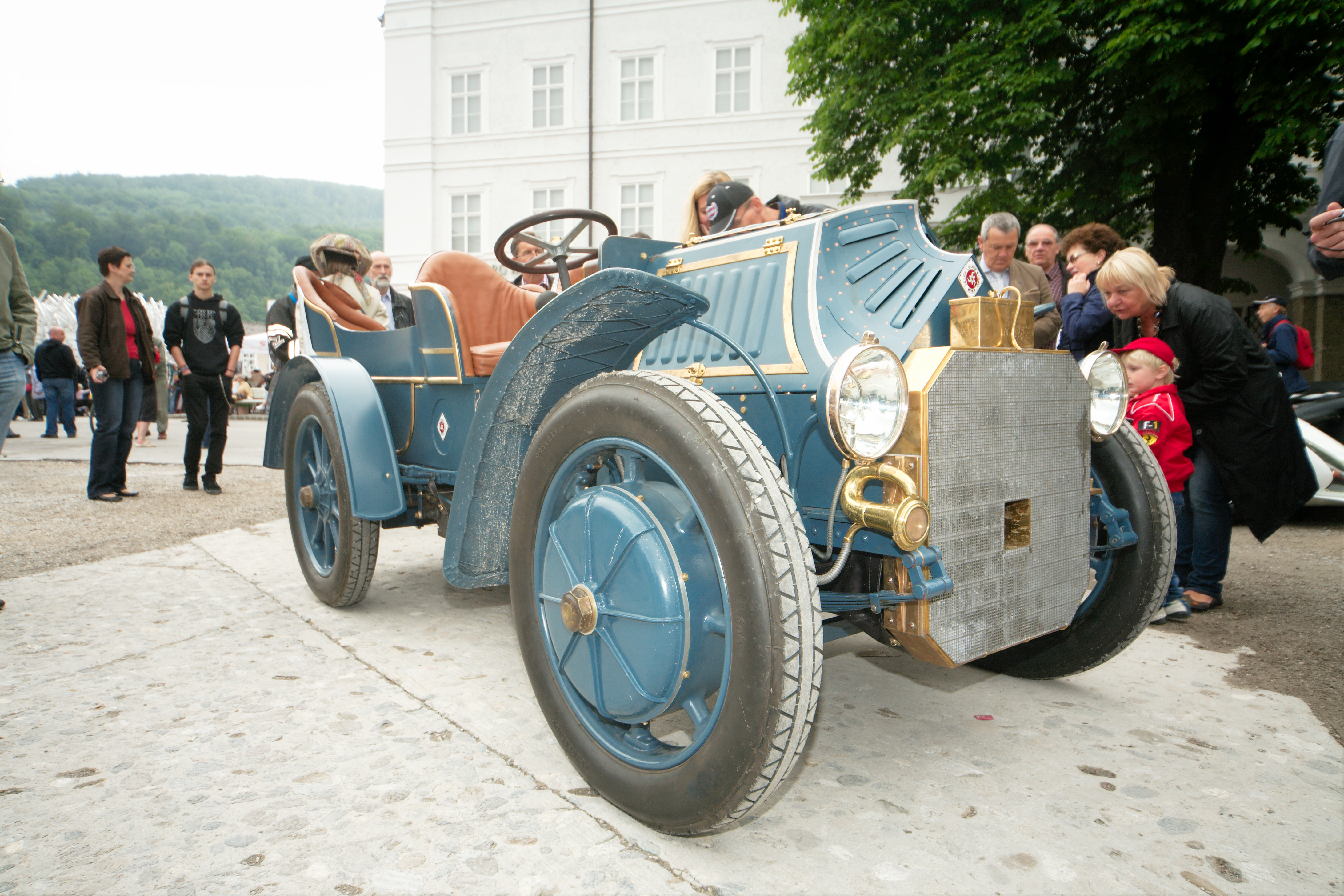
Lohner Porsche Mixte Hybride, première automobile hybride essence électrique de l'histoire de l'automobile, 1901

Il s'associe alors avec Ludwig Lohner, sous le nom Lohner-Porsche, pour concevoir et produire en série leur prototype Lohner-Porsche Hybrid Mixte, première automobile hybride essence électrique à propulsion intégrale de l'histoire de l'automobile, à base du premier moteur à essence industrialisable moteur Daimler Type P, de l'industrie Daimler-Motoren-Gesellschaft des inventeurs allemands Gottlieb Daimler et Wilhelm Maybach, avec une batterie au plomb de 410 kg, pour 50 km/h de vitesse de pointe, et 50 km d'autonomie. Ils conçoivent une série d'évolutions sous le nom Lohner-Porsche, vendues avec succès à près de 300 exemplaires.
Ferdinand Porsche effectue son service militaire en 1902, comme chauffeur de l'archiduc François-Ferdinand d'Autriche, prince héritier de la Maison de Habsbourg et de l'empire d'Autriche-Hongrie, dont l'assassinat à Sarajevo douze ans plus tard, le 28 juin 1914, déclenche la Première Guerre mondiale. Il épouse Aloisia Kaes en 1903, avec qui il a deux enfants, Louise Piëch (en), et Ferdinand Anton Ernst Porsche.

### Austro-Daimler-Mercedes-Benz
Bien que techniquement très au point, la production de voitures électriques / hybrides est arrêtée en 1906 à cause de batteries trop lourdes et trop chères, par rapport à la production de voitures à essence concurrentes. Ferdinand Porsche quitte alors Lohner, pour travailler pour Austro-Daimler de Paul Daimler (filiale autrichienne de Daimler-Motoren-Gesellschaft de Gottlieb Daimler) en tant que directeur technique et concepteur en chef. Il créa entre autres les Austro-Daimler Prince Henry de 1911 (pour le prince Henri de Prusse, fils du Kaiser Frédéric III, et frère du Kaiser Guillaume II), et les Austro-Daimler Sascha de 1923.

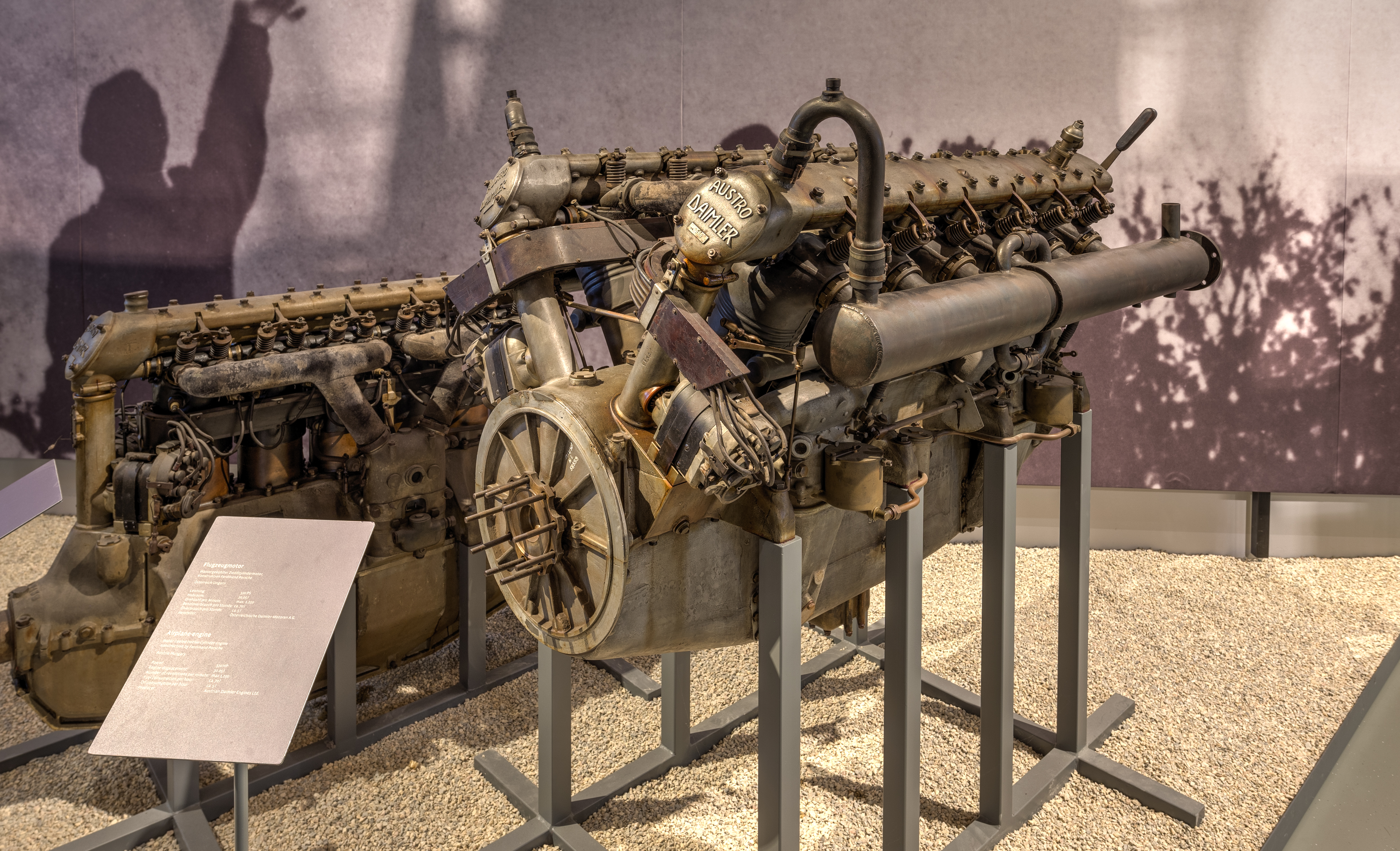
Moteur d'avion V12 Austro-Daimler, de 300 chevaux, des années 1910
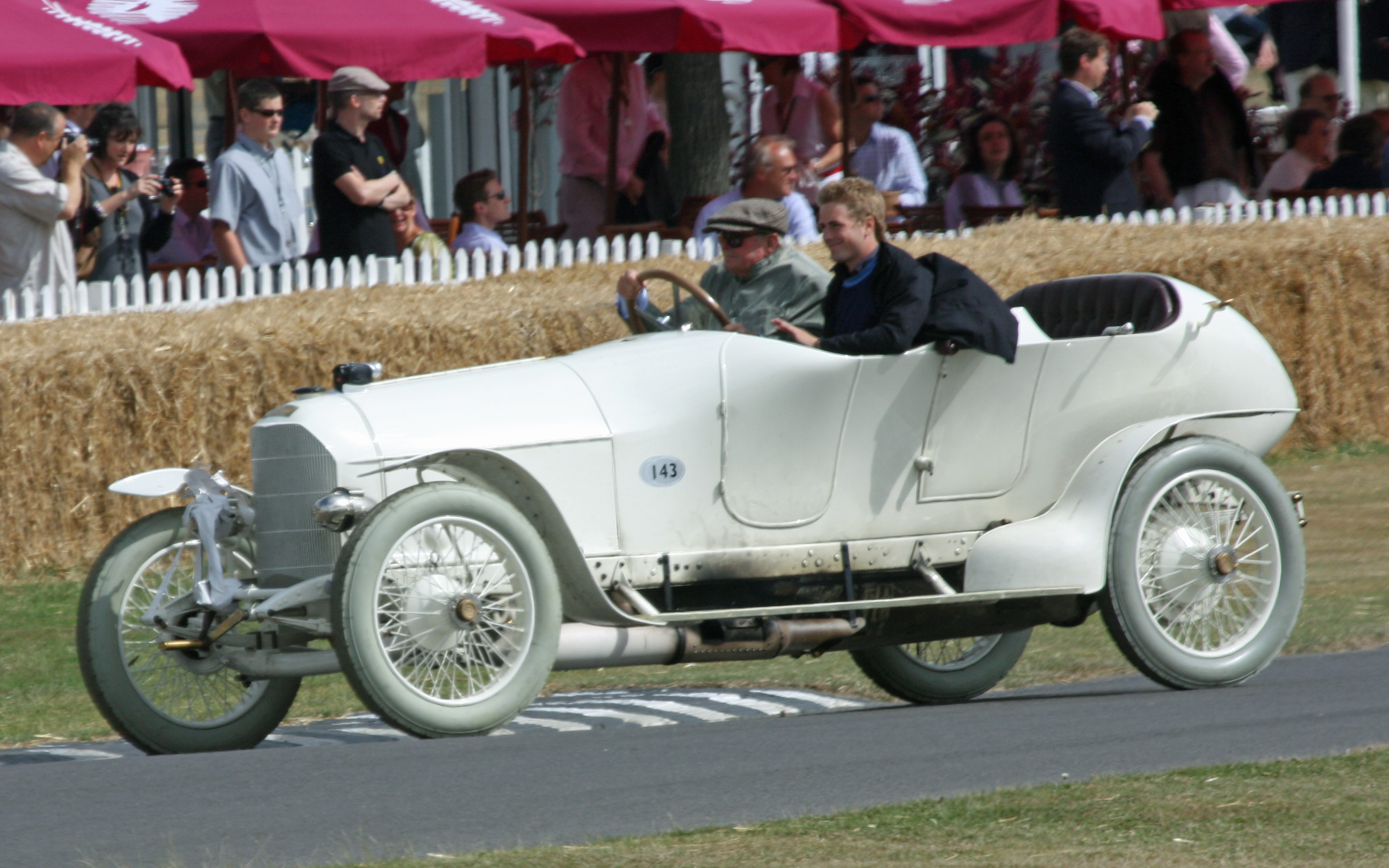
Austro-Daimler Prince Henry 1911 (Mercedes Grand-Prix)
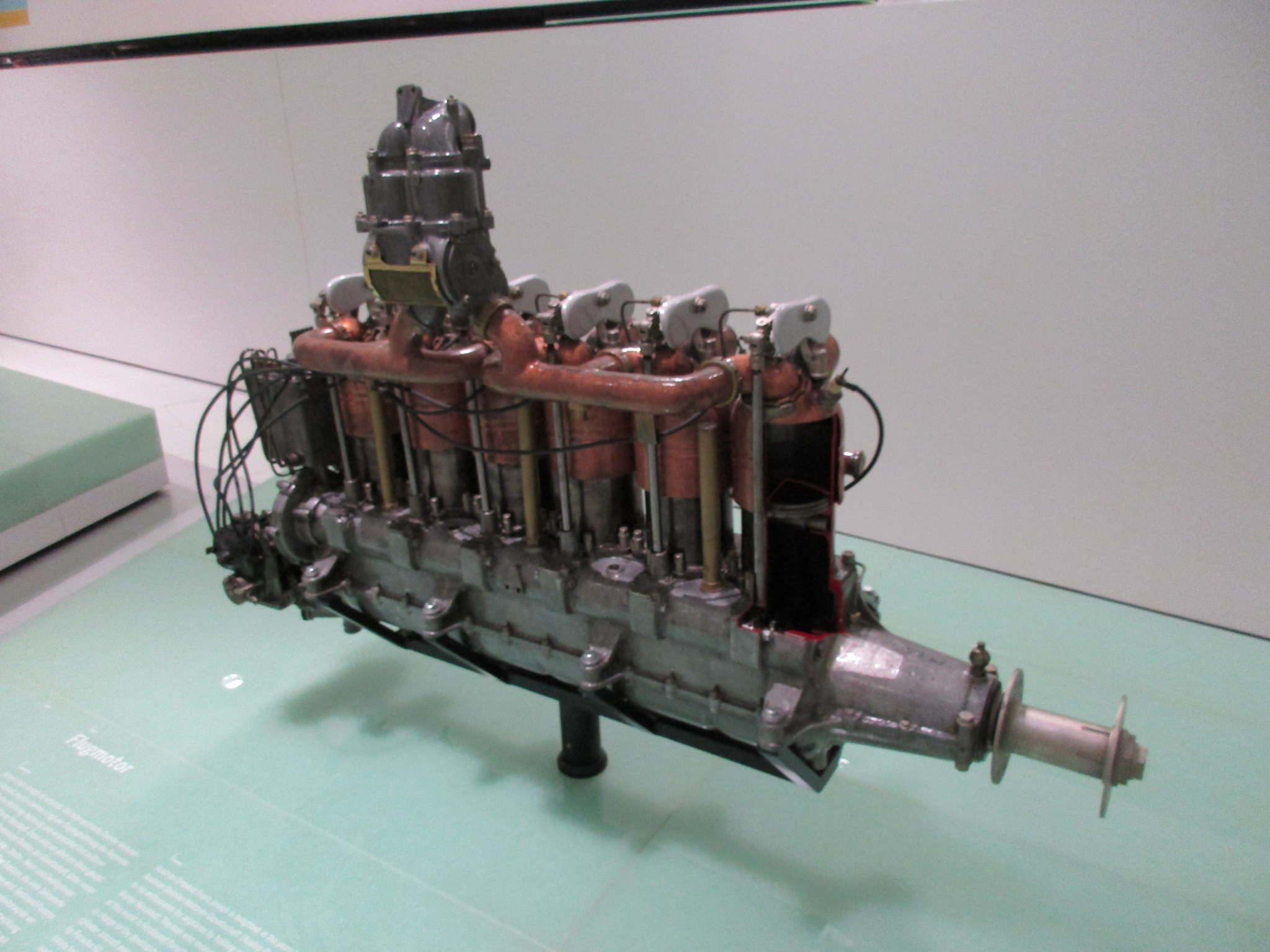
Moteur d'avion Austro-Daimler 6 cylindres de 1912, Porsche Museum
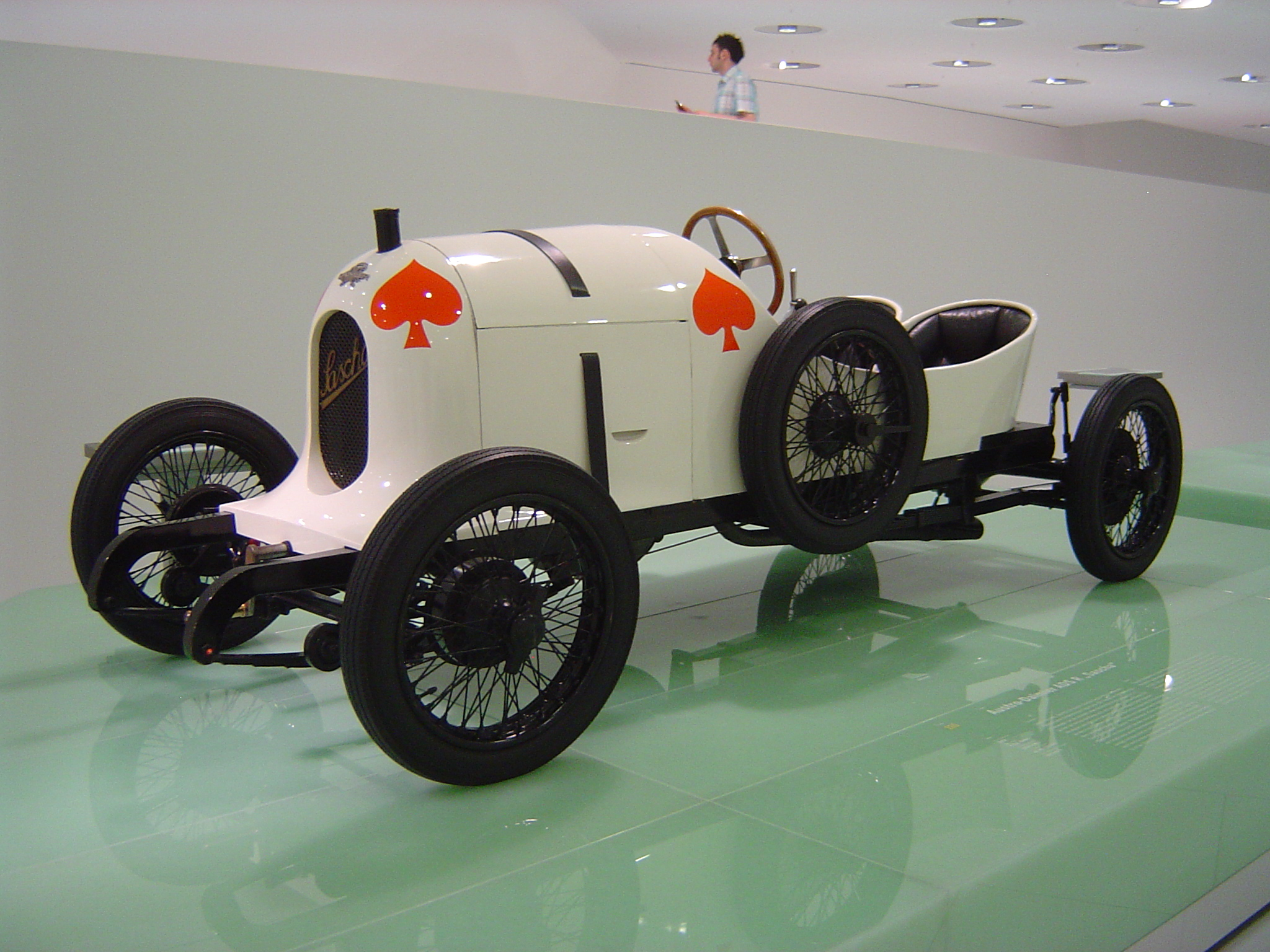
Austro-Daimler Sascha 1922, victorieuse dans sa catégorie de la Targa Florio
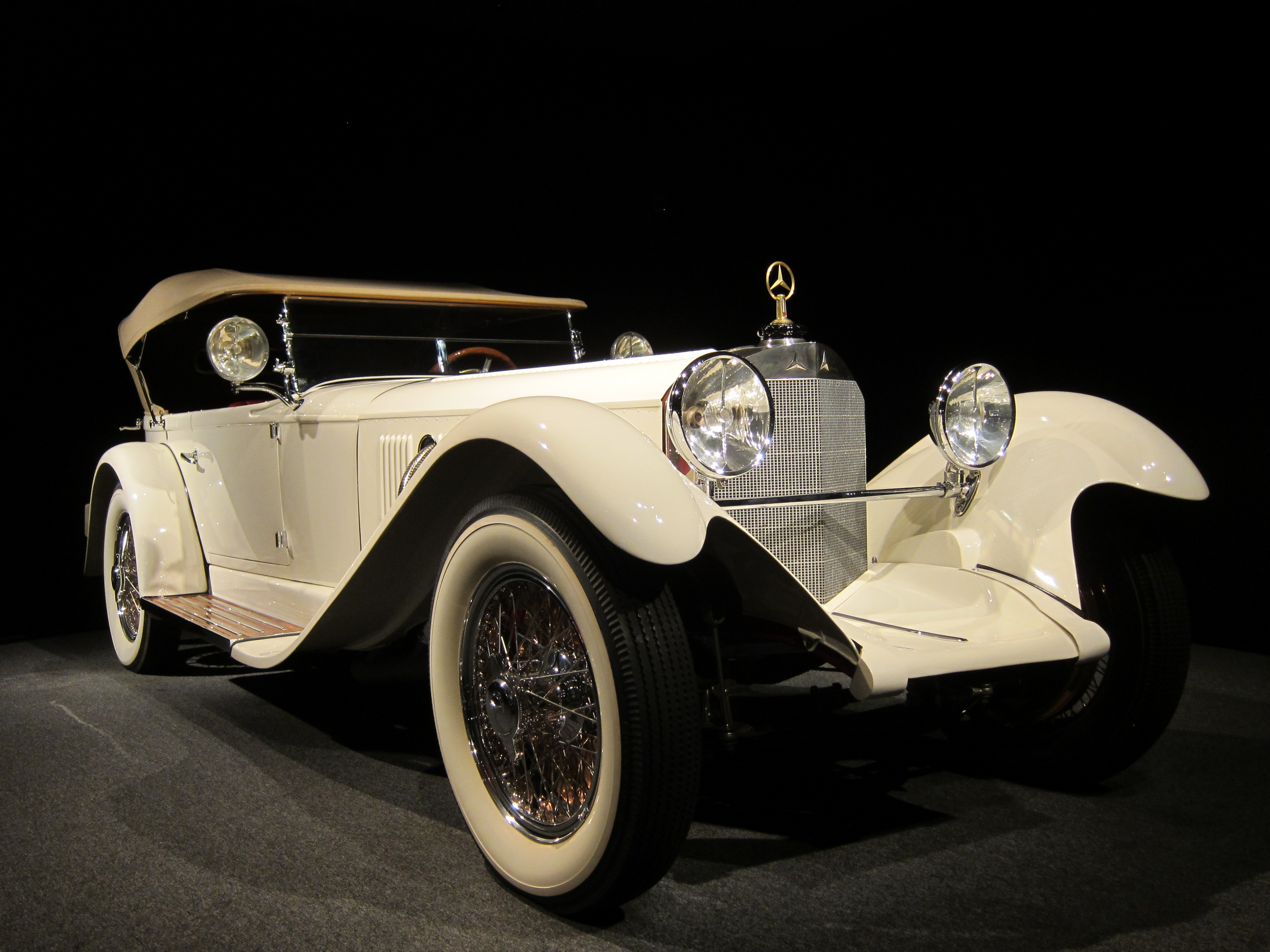
Mercedes-Benz S 1926

Il devient directeur général durant la Première Guerre mondiale, reçoit le titre de doctorat honoris causa de l’université de Vienne en 1916, puis succède à Paul Daimler au poste de PDG de Daimler-Motoren-Gesellschaft à Stuttgart en 1923. Il fonde Daimler-Mercedes-Benz entre 1924 et 1926 par fusion des industries et marques Daimler de Gottlieb Daimler, concession Mercedes d'Emil Jellinek, et Benz & Cie de Carl Benz. Il reçoit le titre de Doctorat honoris causa de l'université de Stuttgart en 1924, et conçoit entre autres les Mercedes-Benz S, SS, et SSK qui dominent la compétition automobile des années 1920 et années 1930. 

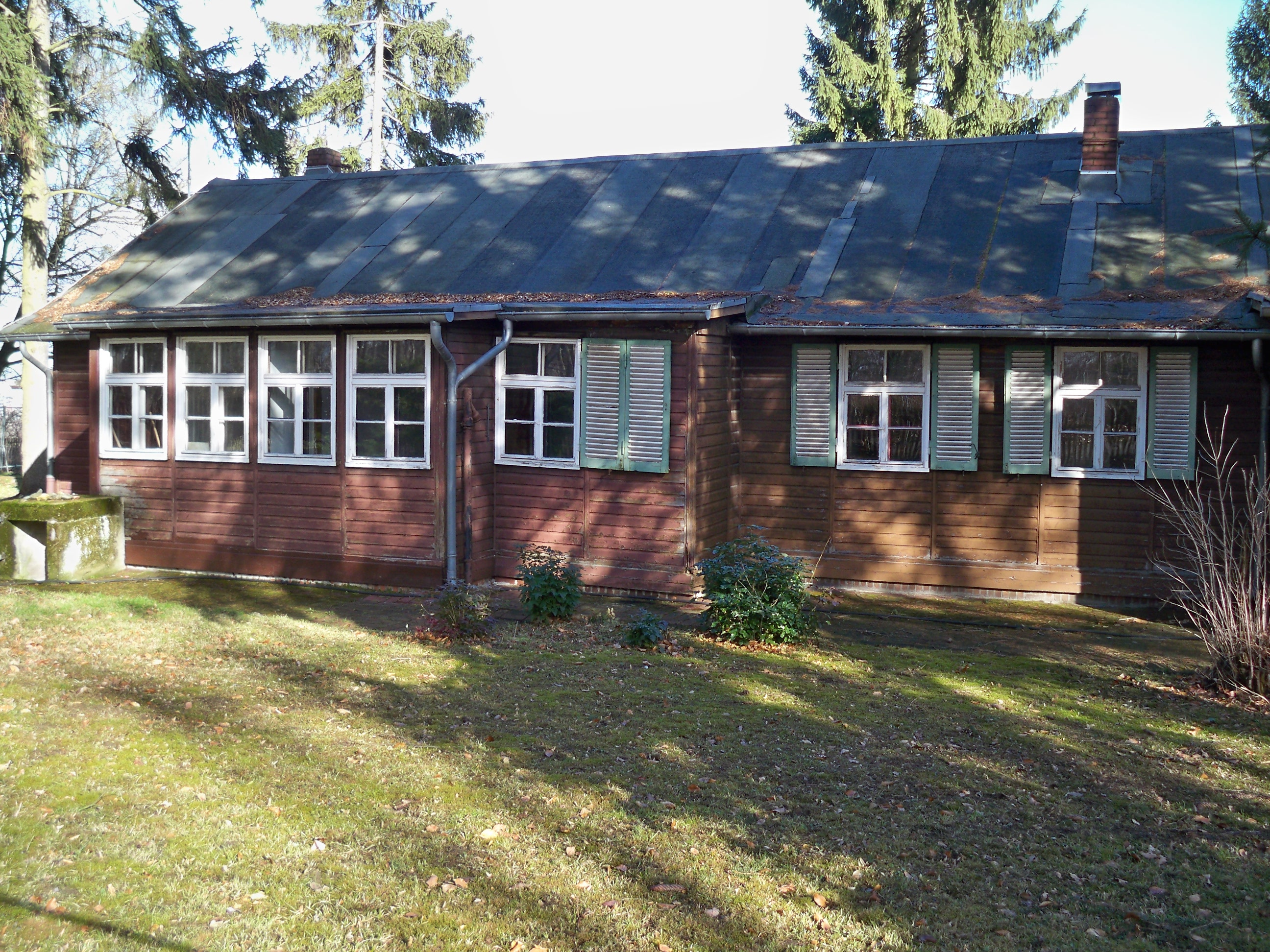
Ancien bureau d'études Porsche de Wolfsburg en Allemagne

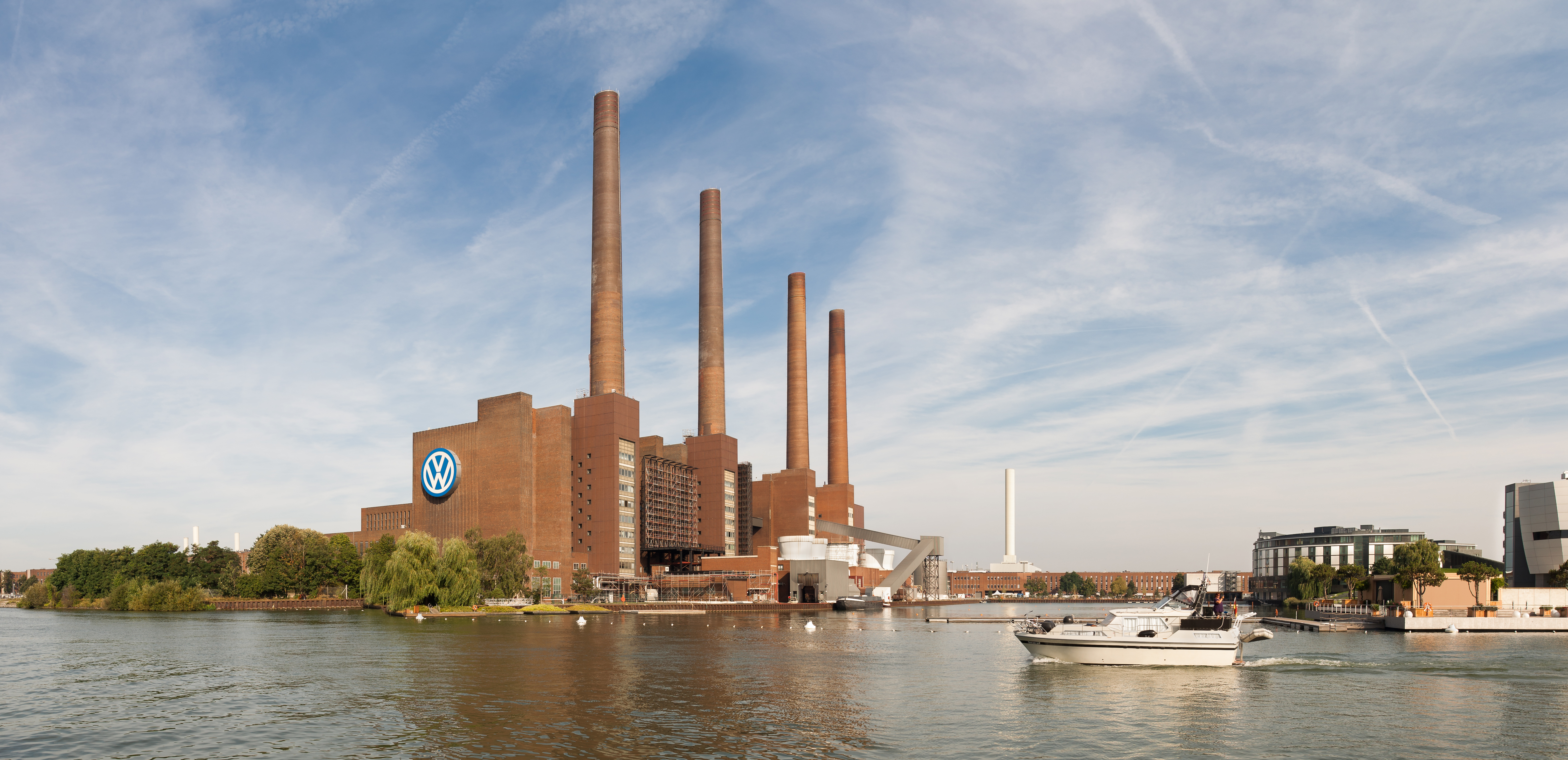
Usine Volkswagen de Wolfsburg de 1938

### Porsche
En 1929 il quitte Daimler-Mercedes-Benz à la suite d'un désaccord avec le conseil d'administration, et rejoint l'important groupe industriel sidérurgique militaire autrichien Steyr, jusqu'à sa faillite des suites de la Grande Dépression / Krach de 1929. Il fonde alors avec succès le 6 mars 1931, sa propre société bureau d'études Porsche, au 24 Kronenstraße à Stuttgart, avec son fils Ferdinand Anton Ernst Porsche, et ses ex collègues ingénieurs Karl Rabe, Erwin Komenda, Franz Xaver Reimspiess... Ils conçoivent entre autres des voitures pour Auto Union (futur Audi), les  Flèches d'Argent, les premiers prototypes Porsche (Porsche Type 12 de 1931 pour Zündapp, et la première esquisse de la future Volkswagen Coccinelle de 1938)...

### Volkswagen
En 1933 Ferdinand Porsche répond à l'appel d'offres du chancelier du Reich Adolf Hitler (son grand admirateur) avec ses prototypes Porsche Type 12 pour Zündapp de 1931. Hitler et Porsche partagent le désir commun de démocratiser l'automobile en Allemagne. Hitler a des objectifs techniques précis pour la future Volkswagen (voiture du peuple, en allemand) qui devra pouvoir transporter quatre personnes à 100 km/h et consommer moins de 8 litres aux 100 km. Hitler, qui désire en faire un objet de propagande pour son Parti national-socialiste des travailleurs allemands, aurait dit à Porsche « À n’importe quel prix, docteur Porsche. À n’importe quel prix en dessous de 1 000 Reichsmark ». Porsche conçoit son prototype Porsche Type 32 pour NSU en 1934 et étudie et applique les méthodes d'organisation scientifique du travail révolutionnaires Taylorisme et Fordisme des industries Ford d'Henry Ford et de General Motors aux États-Unis. Après la présentation de trois prototypes, il propose sa version définitive au Führer en 1938 (baptisée KdF-Wagen, d'après l'organisation d'encadrement des loisirs Kraft durch Freude, la « Force par la Joie », rebaptisée Volkswagen après la guerre, « Voiture du Peuple », de l'allemand Volk : peuple, et Wagen : voiture. Elle prend son nom commercial Volkswagen Coccinelle lors de son importation en France après guerre). L'usine Volkswagen de Wolfsbourg est construite en 1938; elle produira 1 100 KdF-Wagen, et pendant la guerre 65 000 exemplaires de sa version militaire Volkswagen Kübelwagen. 

Les voitures de course Flèches d'Argent qu'il développe pour Auto Union remportent un grand nombre de victoires (la Flèche d'Argent (Silberpfeil) pilotée par Bernd Rosemeyer s'illustrera dans toutes les courses, dont la coupe Vanderbilt aux États-Unis remportée en 1937). En 1935 Ferdinand Porsche se fait naturaliser allemand. Il initie avec Hitler leur futur projet commun de tracteur agricole Porsche-Diesel en 1937. 

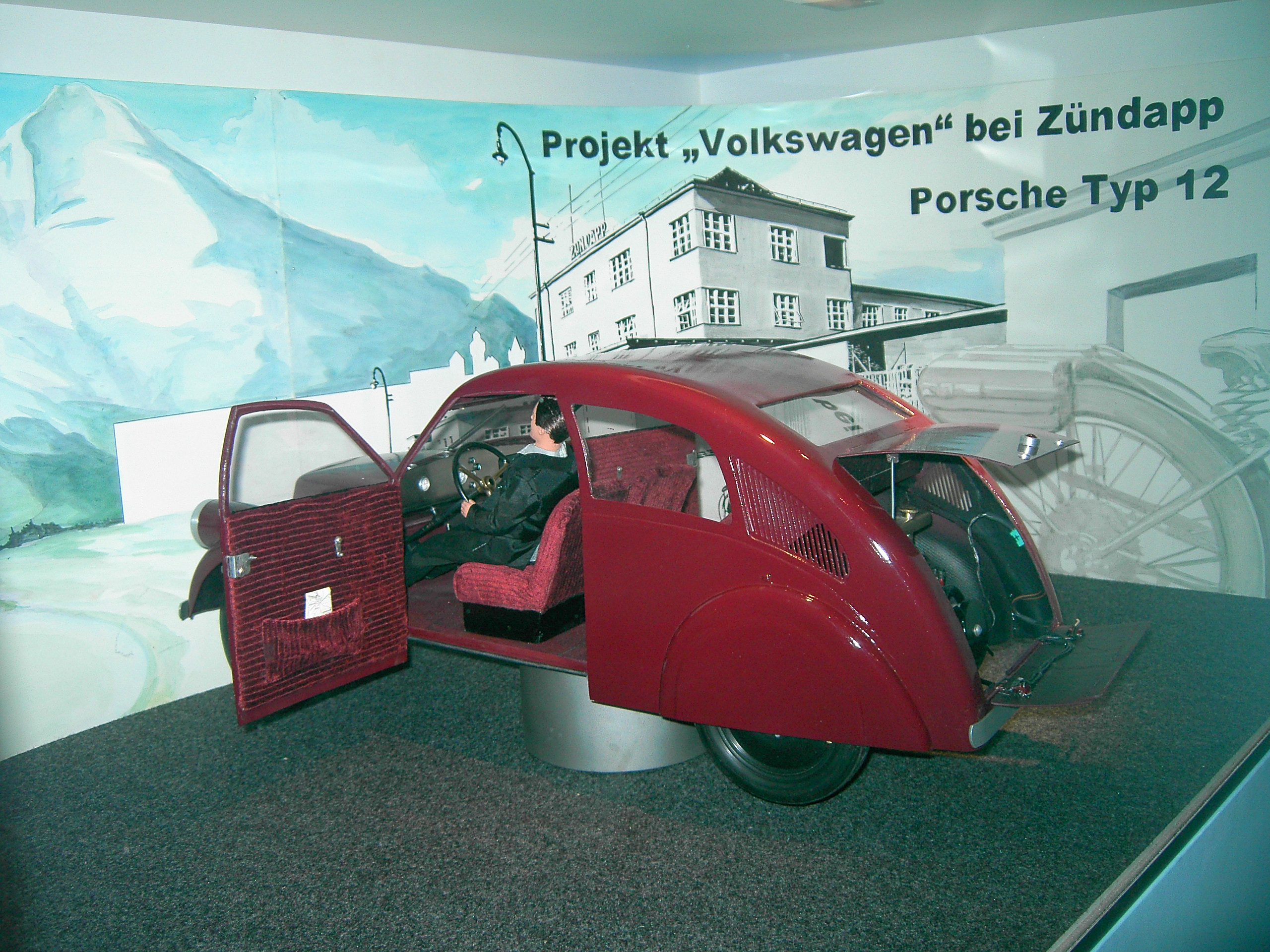
Prototype Porsche Type 12, 1931, musée de l'industrie de Nuremberg
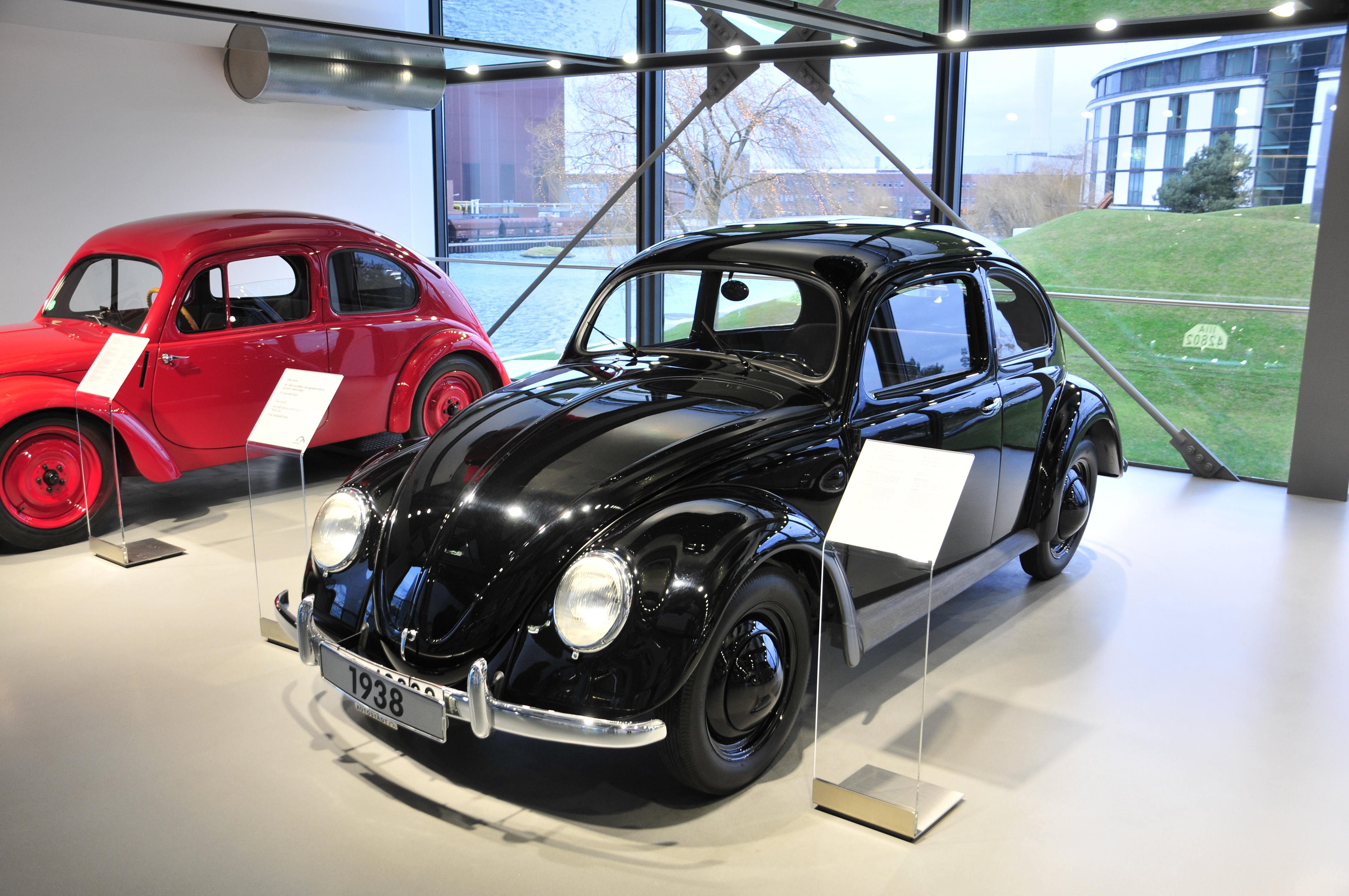
Prototype Porsche Type 60, 1938
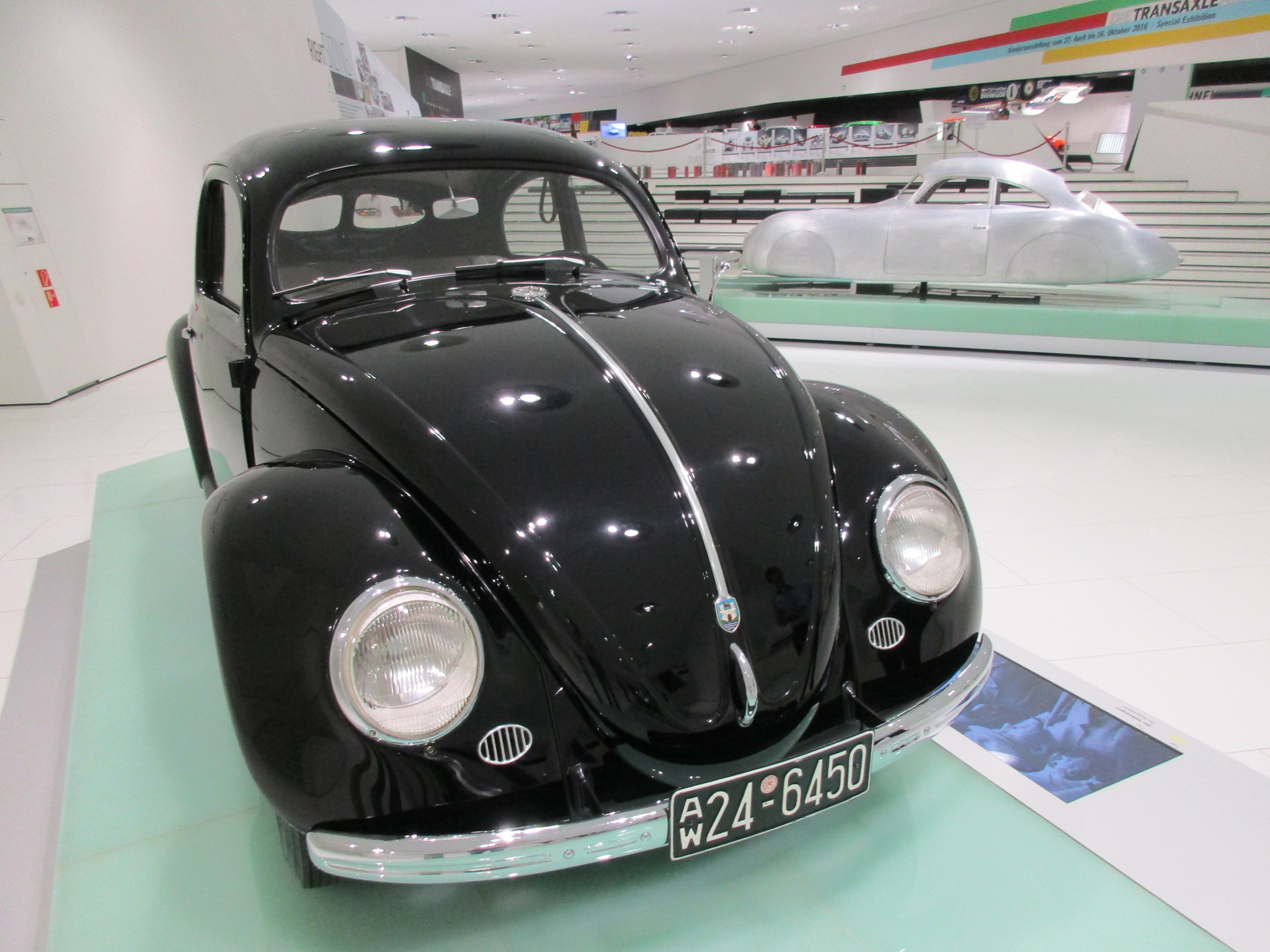
Volkswagen Coccinelle (1938-2003), et Porsche Type 64, Porsche Museum
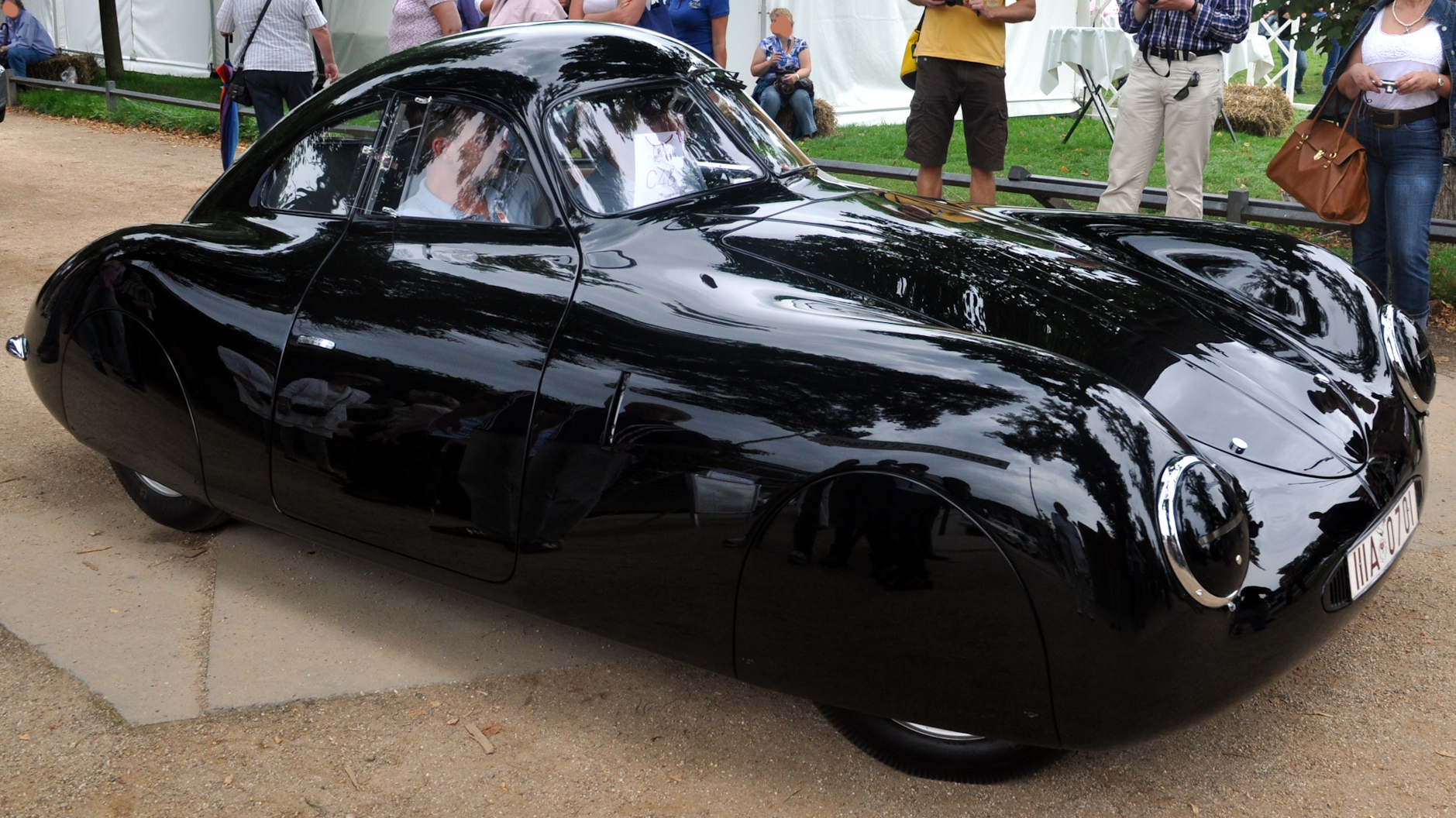
Porsche Type 64 à moteur à plat, 1938
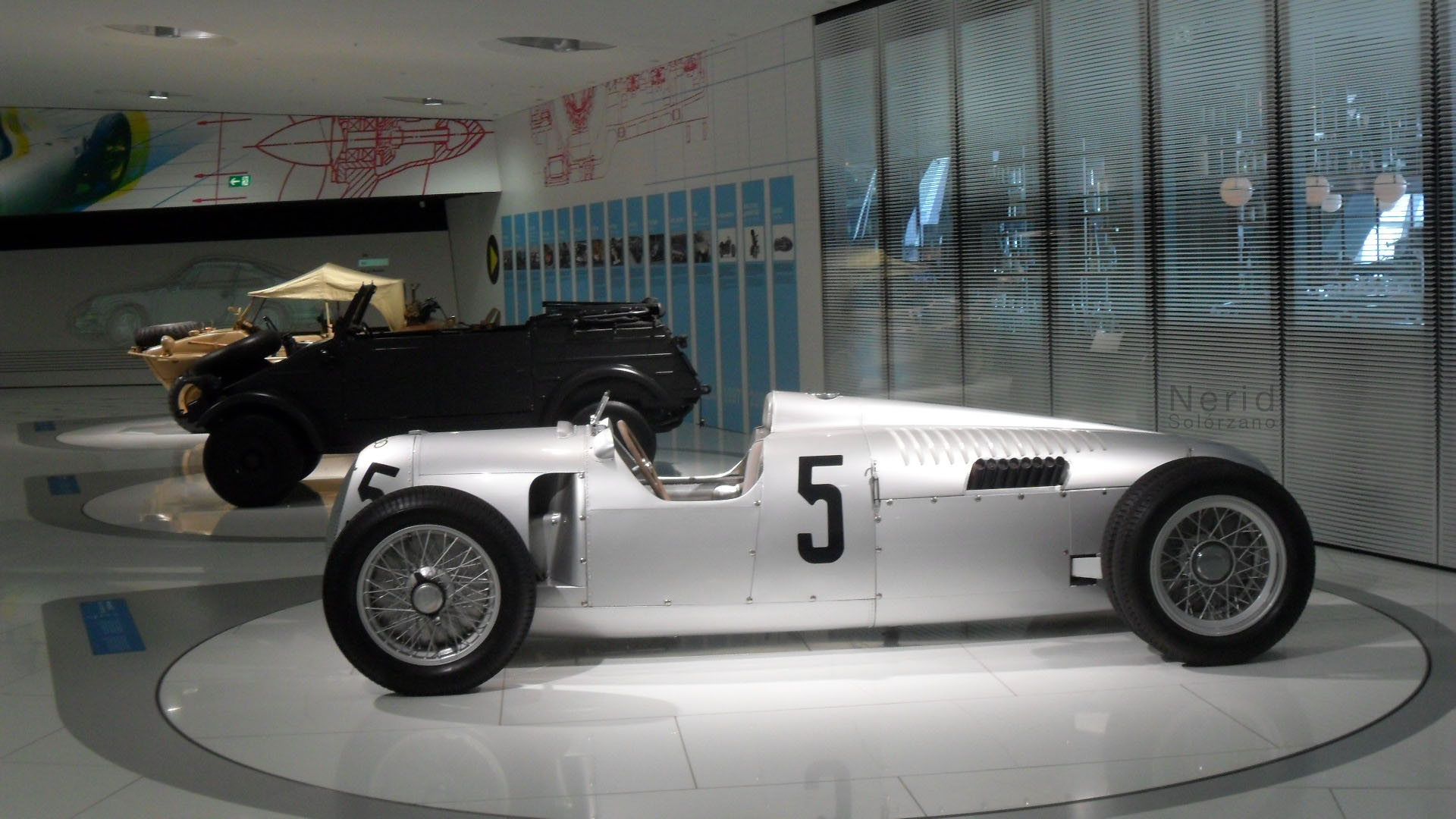
Flèches d'Argent Auto Union Type C, 1936
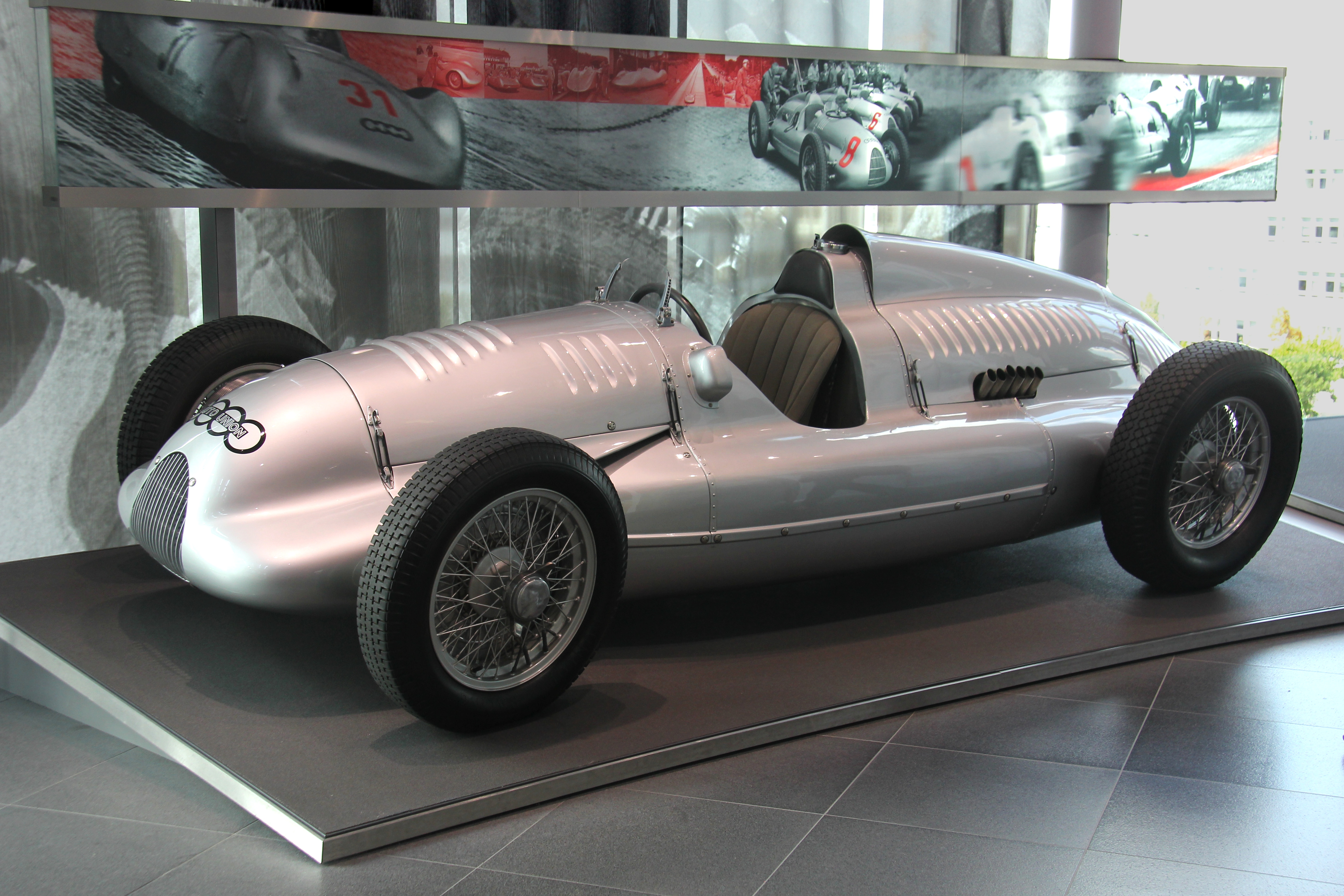
Flèches d'Argent Auto Union Type D, 1938
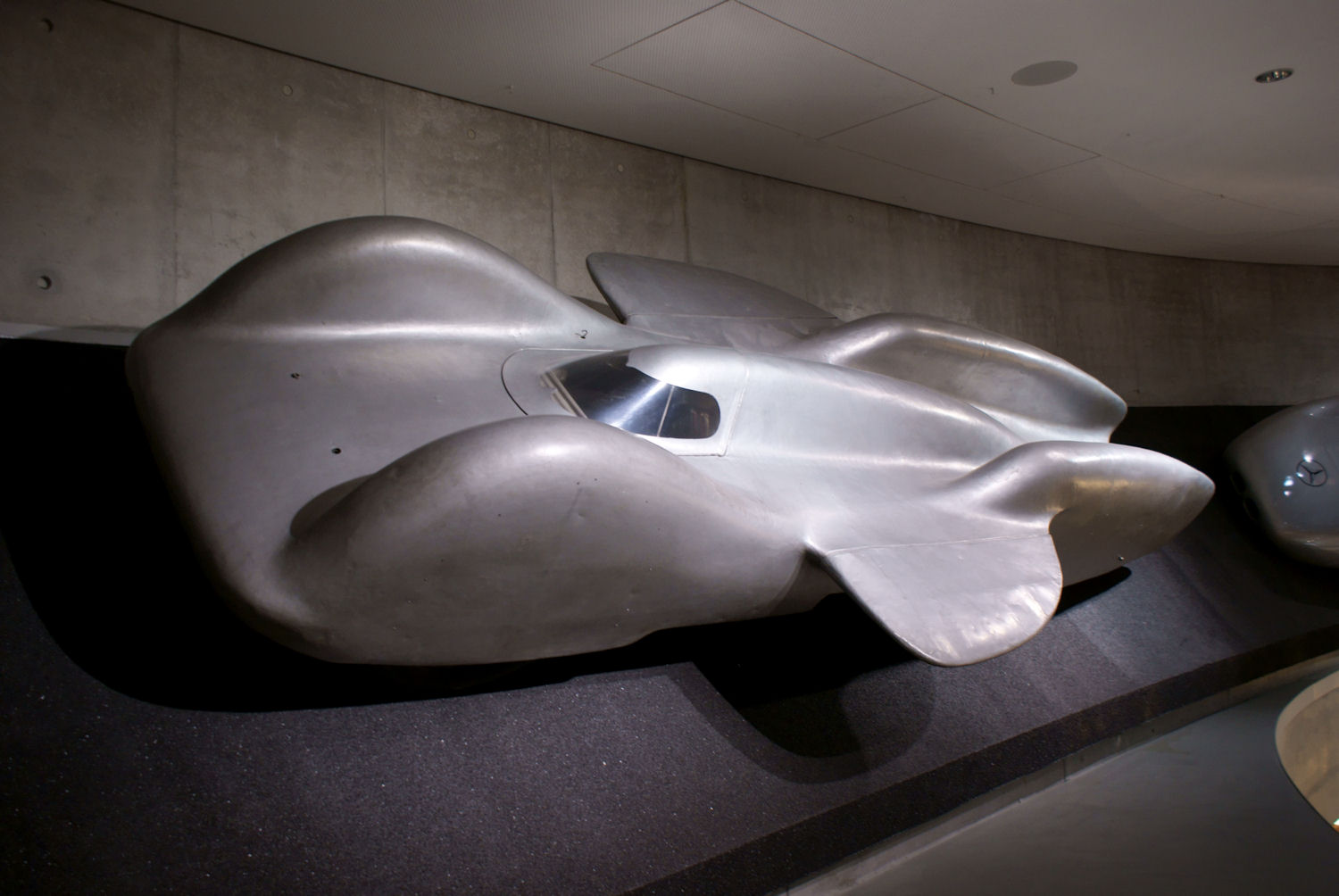
Prototype Mercedes-Benz T80 à moteur Daimler-Benz DB 603, 1939, musée Mercedes-Benz de Stuttgart
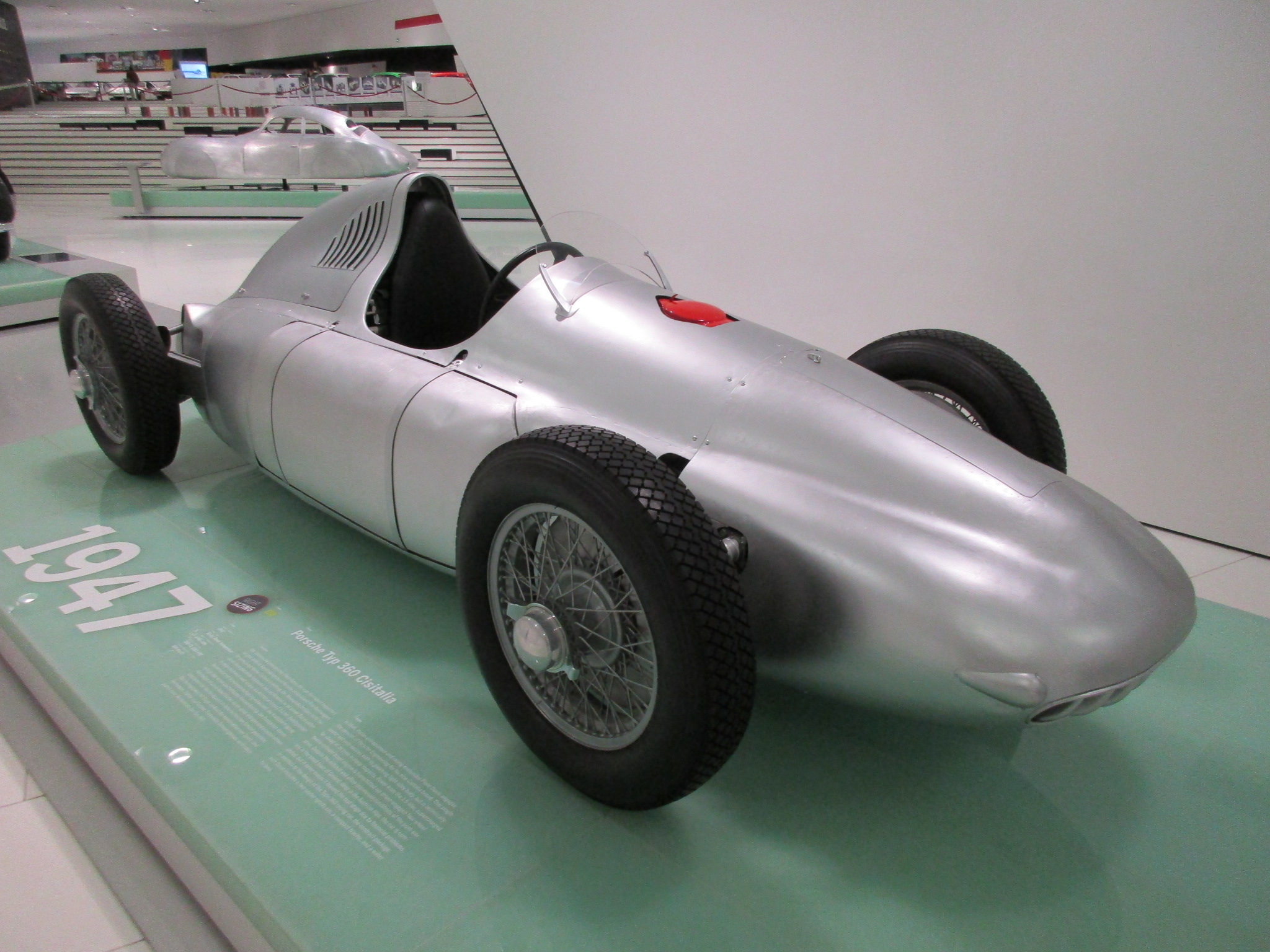
Prototype Porsche 360 Cisitalia de 1947
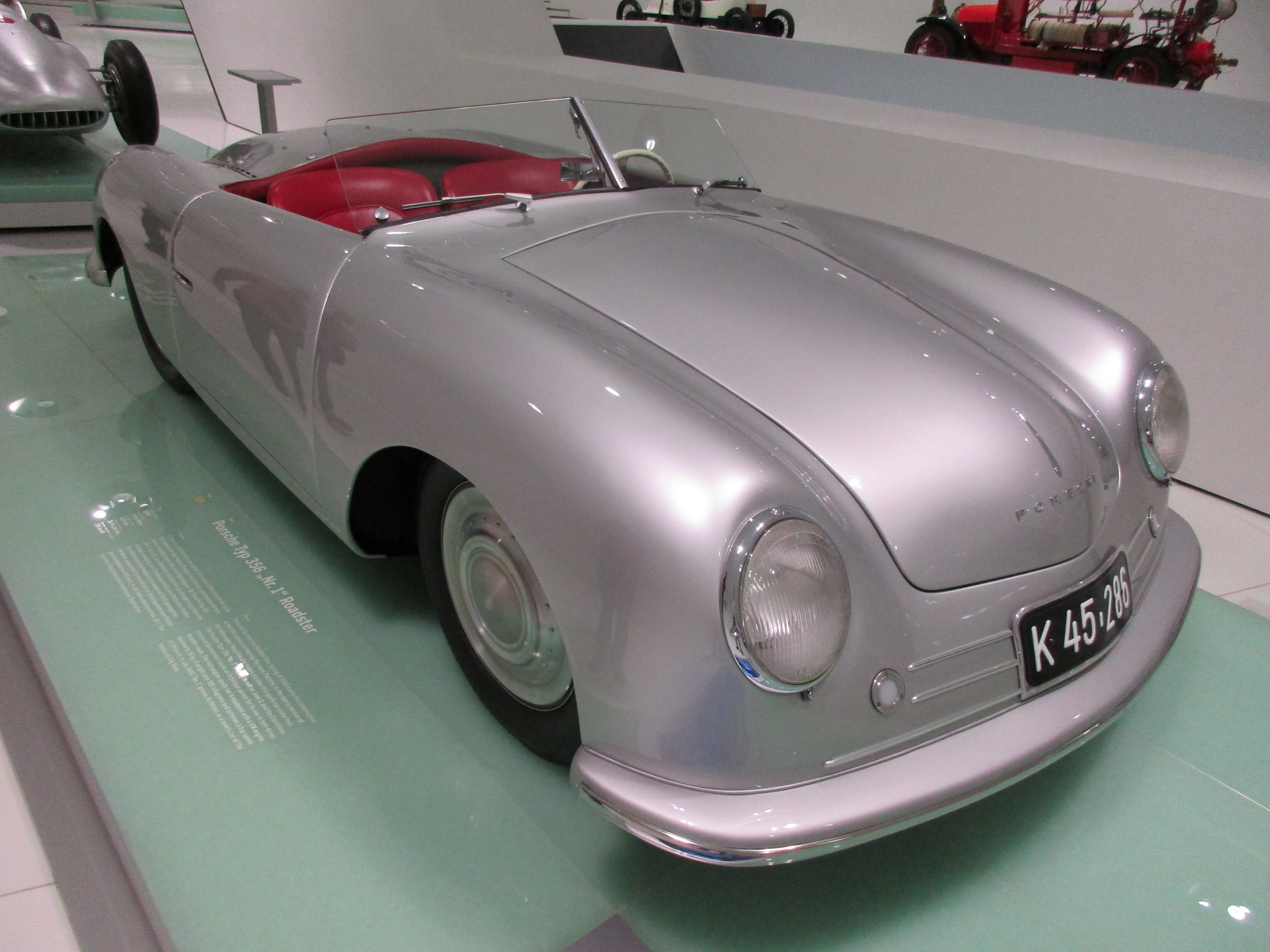
Prototype Porsche 356 Roadster No 1, de 1948
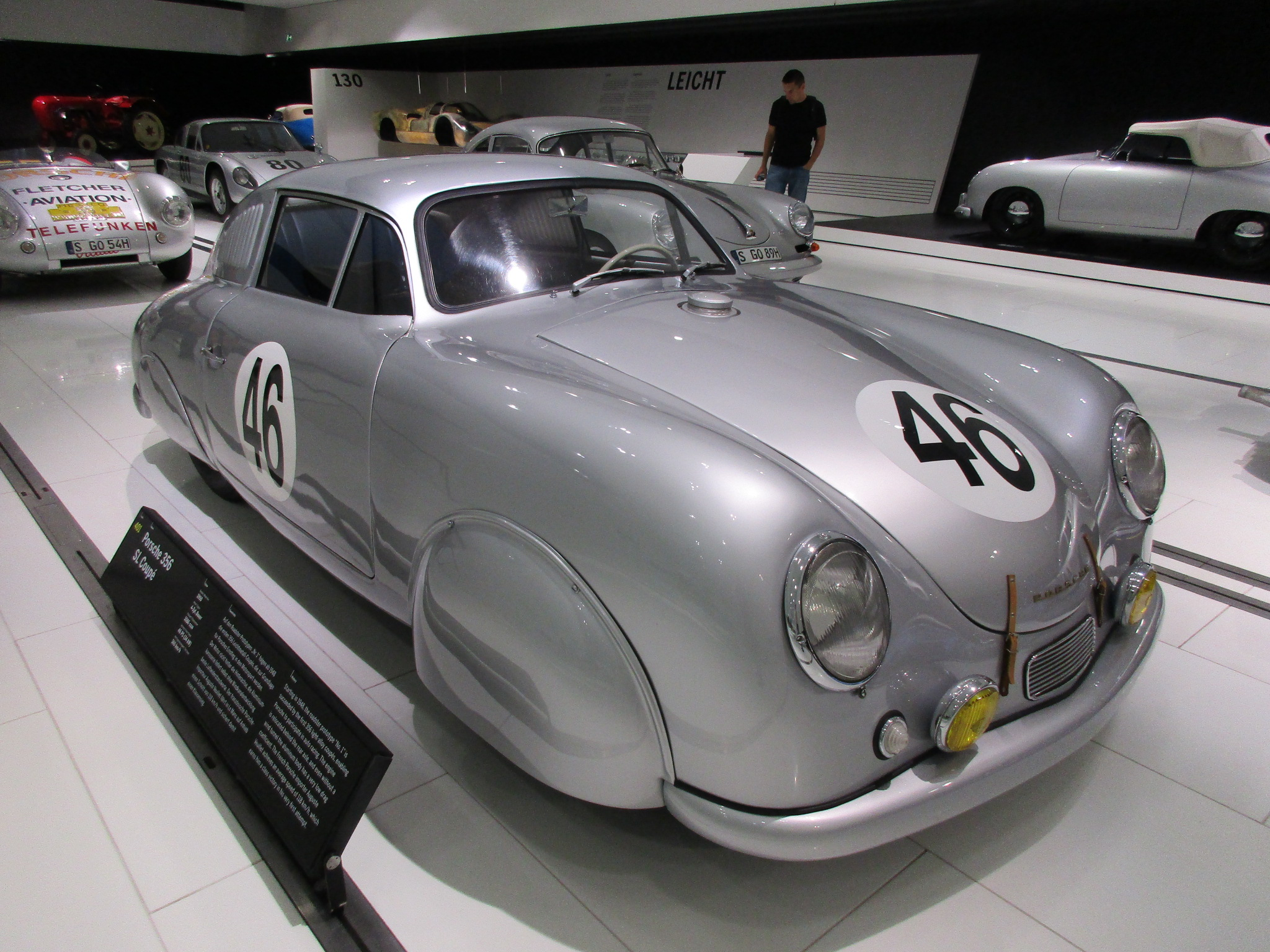
Porsche 356 SL, victorieuse des 24 Heures du Mans 1951

### Seconde Guerre mondiale

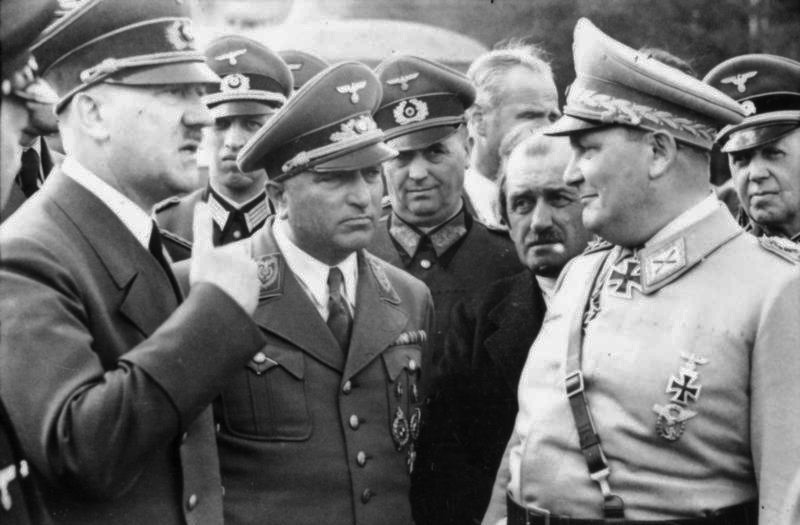
Avec Adolf Hitler, le Reichsmarschall Hermann Göring, et le directeur du Front allemand du travail Robert Ley, au quartier général du Führer Wolfsschanze, près de Berlin, en 1942

À partir de 1937 Ferdinand Porsche devient Wehrwirtschaftsführer, en même temps que la majeure partie des industriels allemands, qui bénéficient à ce titre des importants marchés d'État du ministère du Reich pour l'Armement et les Munitions. 
En 1939, il conçoit un véhicule prototype Mercedes-Benz T80, à moteur d'avion V12 Daimler-Benz DB 603, de 44 L de cylindrée et 3000 ch, pour une vitesse record  théorique de 750 km/h.
Durant la Seconde Guerre mondiale (1939-1945) il est nommé coordonnateur de l'effort de guerre industriel du Troisième Reich, pour qu'il conçoive et fabrique à grande échelle du matériel de guerre avec entre autres Daimler-Mercedes-Benz et BMW, pour l'Armée allemande (Wehrmacht, Waffen-SS, Luftwaffe, voitures, camions, chars, moteurs d'avions, armement, munitions, dont les Volkswagen Kommandeurswagen, Volkswagen Kübelwagen, Volkswagen Schwimmwagen, Porsche 175, Grosstraktor, Jagdpanzer Elefant, Panzerkampfwagen VIII Maus, VK 45.01 (P), VK 45.02 (P), VK 30.01 (P), V1 (missile)...). Il est chargé entre autres de contrôler la collaboration industrielle de l'usine Peugeot de Sochaux en France occupée. Il en fait déporter entre autres huit directeurs, dont il dénonce à Hitler la mauvaise volonté et les actes de résistance par sabordage de la production de leur usine. Parmi eux figure Auguste Bonal, assassiné en Allemagne le 23 avril 1945 (voir Peugeot pendant la Seconde Guerre mondiale). Il exploite massivement la main-d'œuvre des travailleurs déportés pour le complexe militaro-industriel allemand (notamment par le biais du Service du travail obligatoire (France)).

### Après guerre
Le 15 décembre 1945, les autorités françaises invitent Ferdinand Porsche (alors âgé de 70 ans) et son fils Ferdinand Anton Ernst Porsche à visiter les usines françaises Renault, pour auditer le prototype de la future Renault 4CV[source secondaire souhaitée]. Il est arrêté sur place, pour crime de guerre et pour son soutien au Troisième Reich, et emprisonné vingt mois sans procès, dans diverses prisons françaises, à titre de prisonnier de guerre. Il supporte mal sa détention, sa santé fragile se dégrade rapidement et il sombre dans la dépression. Il est libéré en 1947 contre une caution d'un million de francs, payée par le meilleur ami de son fils Ferdinand Anton Ernst Porsche, l'italien Piero Dusio, patron du constructeur automobile Cisitalia.

Porsche Museum de Stuttgart
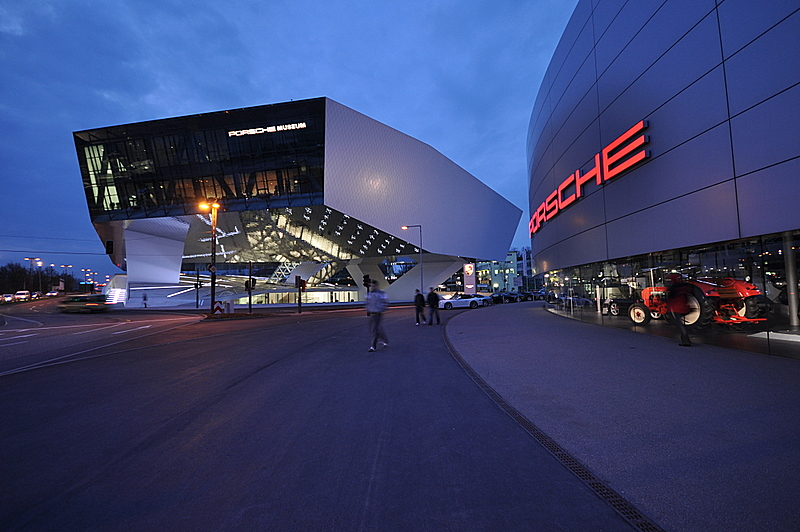
Porsche Museum de Stuttgart
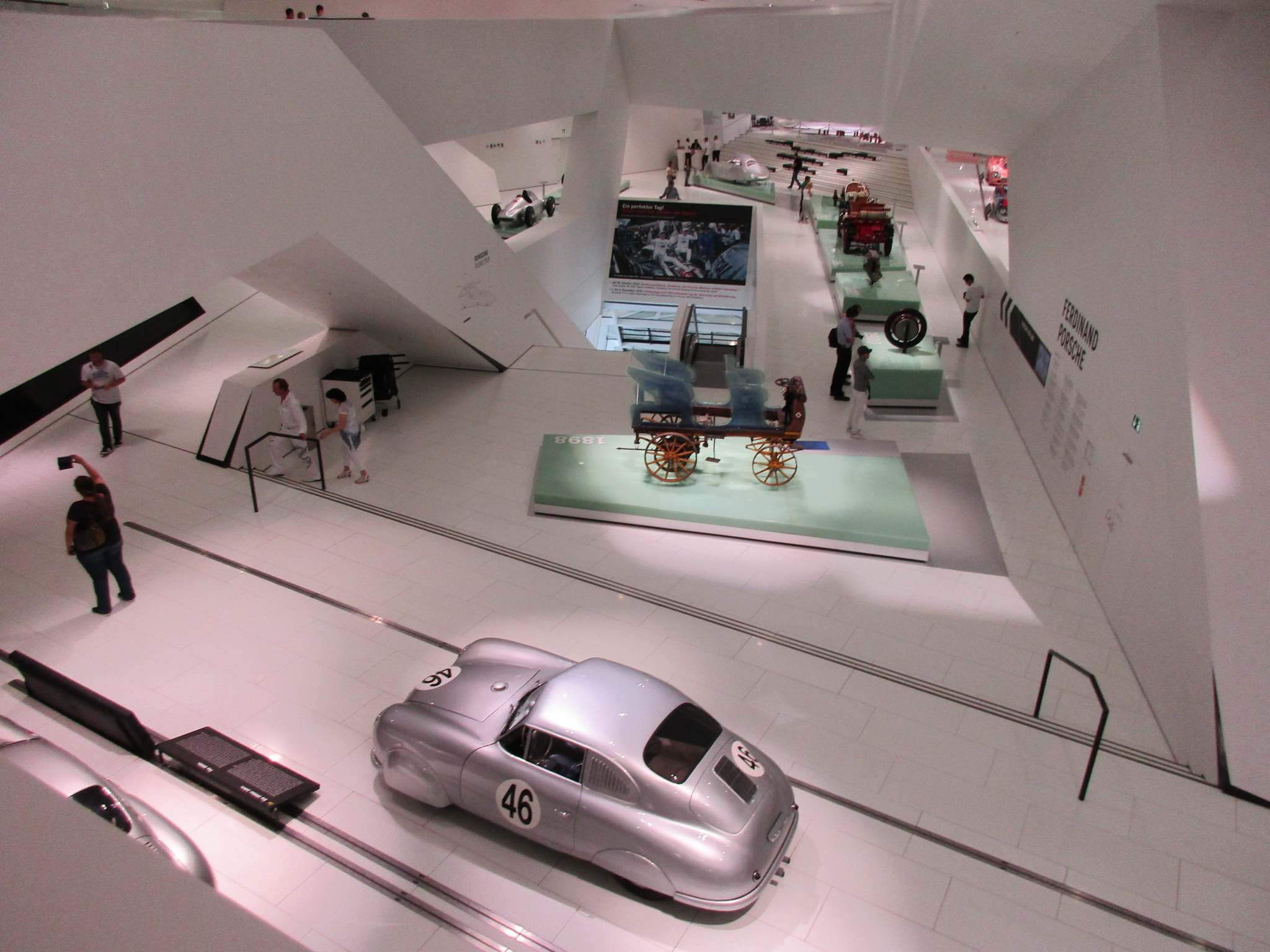
Salle Ferdinand Porsche
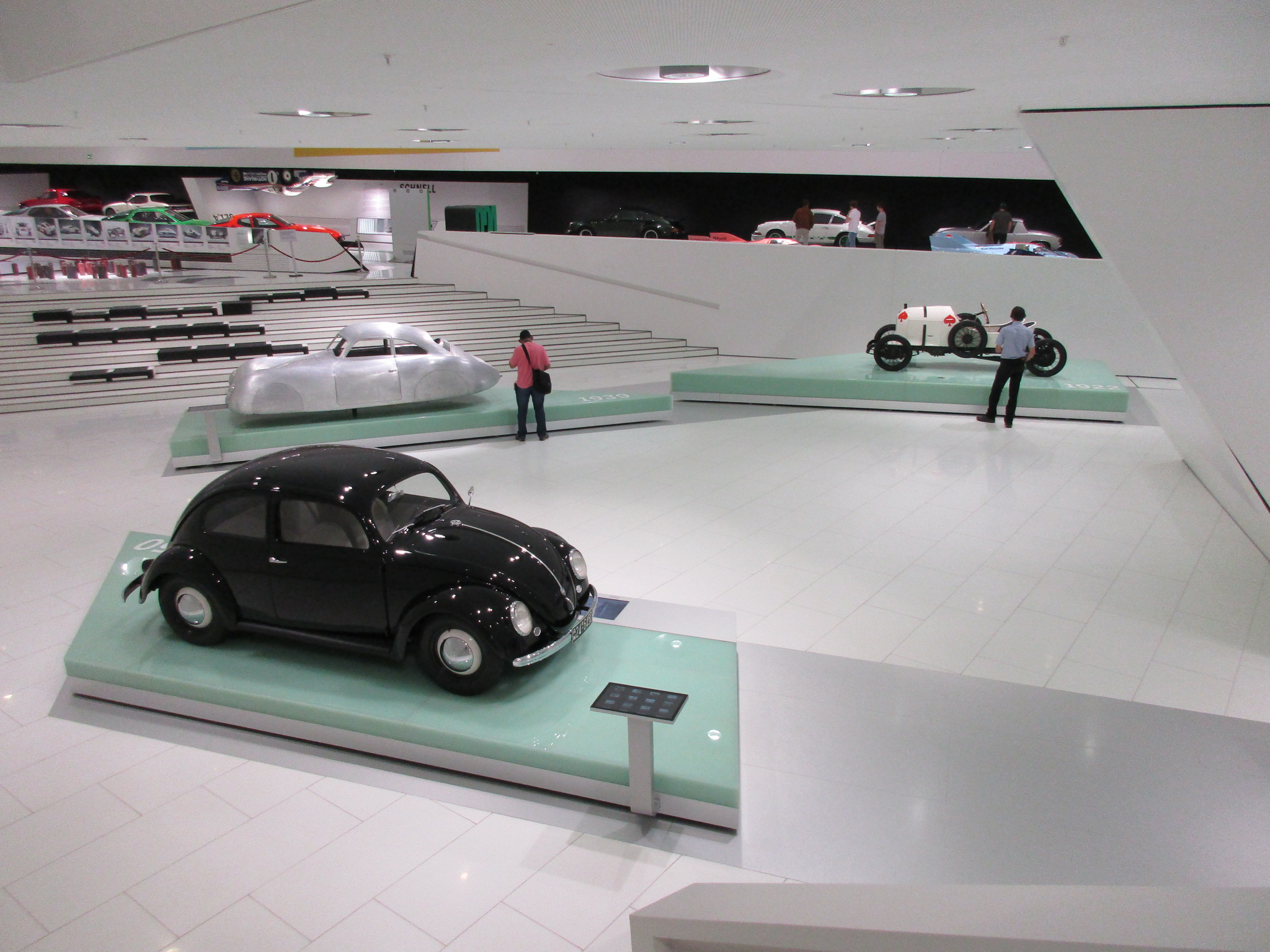
Volkswagen Coccinelle, Porsche Type 64, et Austro-Daimler Sascha
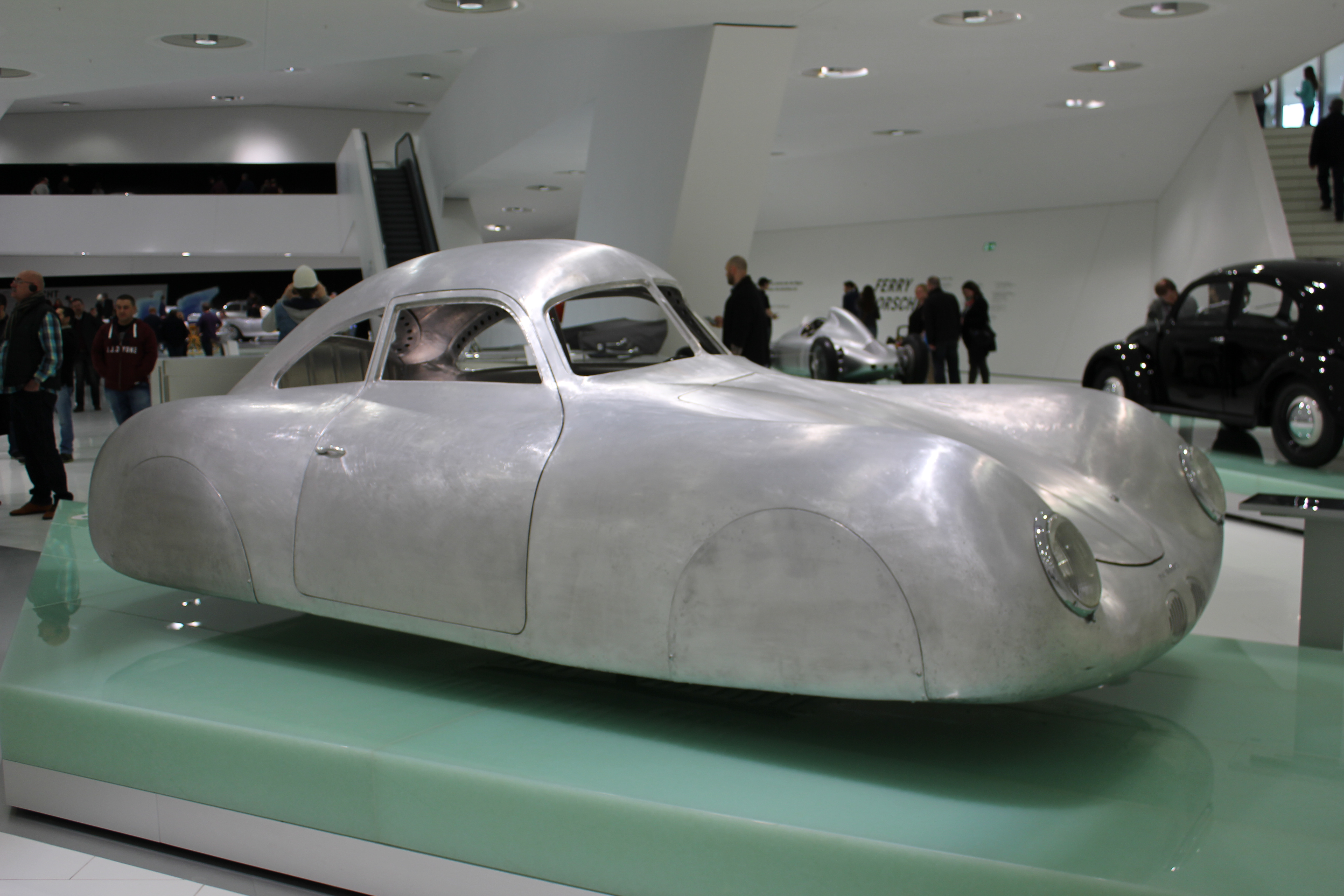
Porsche Type 64, 1938

Alors que son père est prisonnier, Ferry lui succède à la direction de l'entreprise familiale Porsche depuis Gmünd in Kärnten en Autriche. Il signe un contrat avec son ami Piero Dusio (PDG du constructeur automobile italien Cisitalia) pour la conception d'une voiture de course Porsche 360 Cisitalia, et finalise le projet de Porsche 356 de son père (première voiture à porter la marque Porsche) dont il fabrique artisanalement les 49 premiers exemplaires en aluminium, pré-payables à l'avance par ses clients, dans une ancienne scierie dans Gmünd. Plus de 78.000 Porsche 356 seront fabriquées en 17 ans, entre 1948 et 1965. 
La famille Porsche retourne à Stuttgart en 1949, et travaille pour Volkswagen, qui produit avec succès la Coccinelle, fabriquée à plus de 21 millions d'exemplaires entre 1938 et 2003. Ferdinand Porsche en étant le concepteur, la famille Porsche, perçoit des royalties sur chaque Coccinelle fabriquée.
En 1951, alors qu'il voit des voitures de son fils, portant leur nom, sur le site industriel historique Porsche de Stuttgart, il est terrassé par l'émotion et par une attaque cardiaque doublée d'un accident vasculaire cérébral. Il est hospitalisé d'urgence et meurt le 30 janvier, à l'âge de 75 ans, à Stuttgart. Il ne verra pas les premières Porsche 911 ni l'important succès commercial de l'entreprise Porsche qu'il a fondée en 1931. Son fils et ses petits fils héritiers Ferdinand Anton Ernst Porsche, Ferdinand Alexander Porsche, Wolfgang Porsche, et Ferdinand Piëch lui succèdent à la direction de Porsche, Volkswagen puis Volkswagen AG.
En 1996, Ferdinand Porsche est intronisé au Temple international de la renommée du sport automobile. En 1999, il remporte à titre posthume le prix de l'ingénieur automobile du siècle. Le Porsche Museum lui est consacré en 2009, sur le site industriel historique Porsche de Stuttgart, à proximité du musée Daimler de Stuttgart et du musée Mercedes-Benz de Stuttgart. 
Son petit-fils Ferdinand Piëch,  dirigeant historique de Porsche, a repris la direction du groupe Volkswagen (Porsche, Audi, Bentley, Bugatti, Ducati, Lamborghini, Seat, Škoda, Scania...) jusqu'en 2002.

## Famille
Ferdinand Porsche (1875–1951) épouse Aloisia Johanna Kaes (1878–1959) en 1903, avec qui il a deux enfants :
- Louise Piëch (née Louise Porsche, 29 août 1904 - 10 février 1999) mariée à Anton Piëch (1894–1952), parents de :
  - Ernst Piëch (* 1929) ∞ Elisabeth Nordhoff (* 1936), fille de Heinrich Nordhoff
    - Florian Piëch

  - Louise Piëch (1932–2006) ∞ 1. Obsthändler Ahorner, 2. Antiquitätenhändler Daxer
    - Josef Ahorner
    - Louise Kiesling (* 1957)

  - Ferdinand Piëch (* 1937-2019) ∞ 1. Corina von Planta, 2. Ursula Plasser
  - Hans-Michel Piëch (* 1942)
    - Julia Kuhn-Piëch (* 1981)
- Ferdinand Anton Ernst Porsche (19 septembre 1909 - 27 mars 1998 connu sous le nom de Ferry Porsche) ∞ Dorothea Reiz (1911–1985), père de :
  - Ferdinand Alexander Porsche (11 décembre 1935 - 5 avril 2012)
    - Ferdinand Oliver Porsche (* 1961)

  - Gerhard Porsche (* 1938)
  - Hans-Peter Porsche (* 1940)
    - Daniell Porsche (* 1973)

  - Wolfgang Porsche (* 1943) ∞ 1. ?, 2. Susanne Bresser (* 1952)
    - Christian Porsche (* 1974), neurologue